# Menschenrechte in der Türkei
Die Menschenrechte in der Türkei wurden im Verlauf der Geschichte der 1923 gegründeten Republik Türkei mehrmals stark eingeschränkt. Insbesondere nach den Militärputschen von 1971 und 1980 wurde die systematische Verletzung von Menschenrechten von der Europäischen Gemeinschaft und von Menschenrechtsorganisationen moniert. Im bewaffnet ausgetragenen Konflikt der türkischen Streitkräfte mit der illegalen Arbeiterpartei Kurdistans ist es besonders in den 1990er Jahren ebenfalls zu massiven Menschenrechtsverletzungen gekommen.
Der ausgerufene Ausnahmezustand und die damit einhergehenden Maßnahmen nach dem Putschversuch in der Türkei 2016 werden als Menschenrechtsverletzungen kritisiert. Es werde vor allem „in fataler Weise“ gegen Grundrechte der Menschen vorgegangen bzw. werden diese missachtet.

In der Freedom-in-the-World-Länderliste 2018 der internationalen Nichtregierungsorganisation Freedom House wird die Türkei mit 32 von 100 Punkten bewertet [1 = miserabel; 100 = exzellent] und damit als nicht frei eingestuft. Die bürgerlichen Rechte werden mit 5 und die politischen Freiheiten mit 6 auf einer Skala von 7 bis 1 bewertet, was für beide Kategorien im Vergleich zum Vorjahr ein Minus von jeweils einem Punkt bedeutet. [7 = am wenigsten frei; 1 = maximal frei]. Presse und Internet werden als nicht frei beurteilt. Zudem wird die Türkei nicht als Wahldemokratie eingestuft. Die Reihenfolge der betroffenen Rechte und Freiheiten ist an die Rangordnung angelehnt, die unter anderem in der Europäischen Menschenrechtskonvention und dem Internationalen Pakt über bürgerliche und politische Rechte vorgenommen wurde.

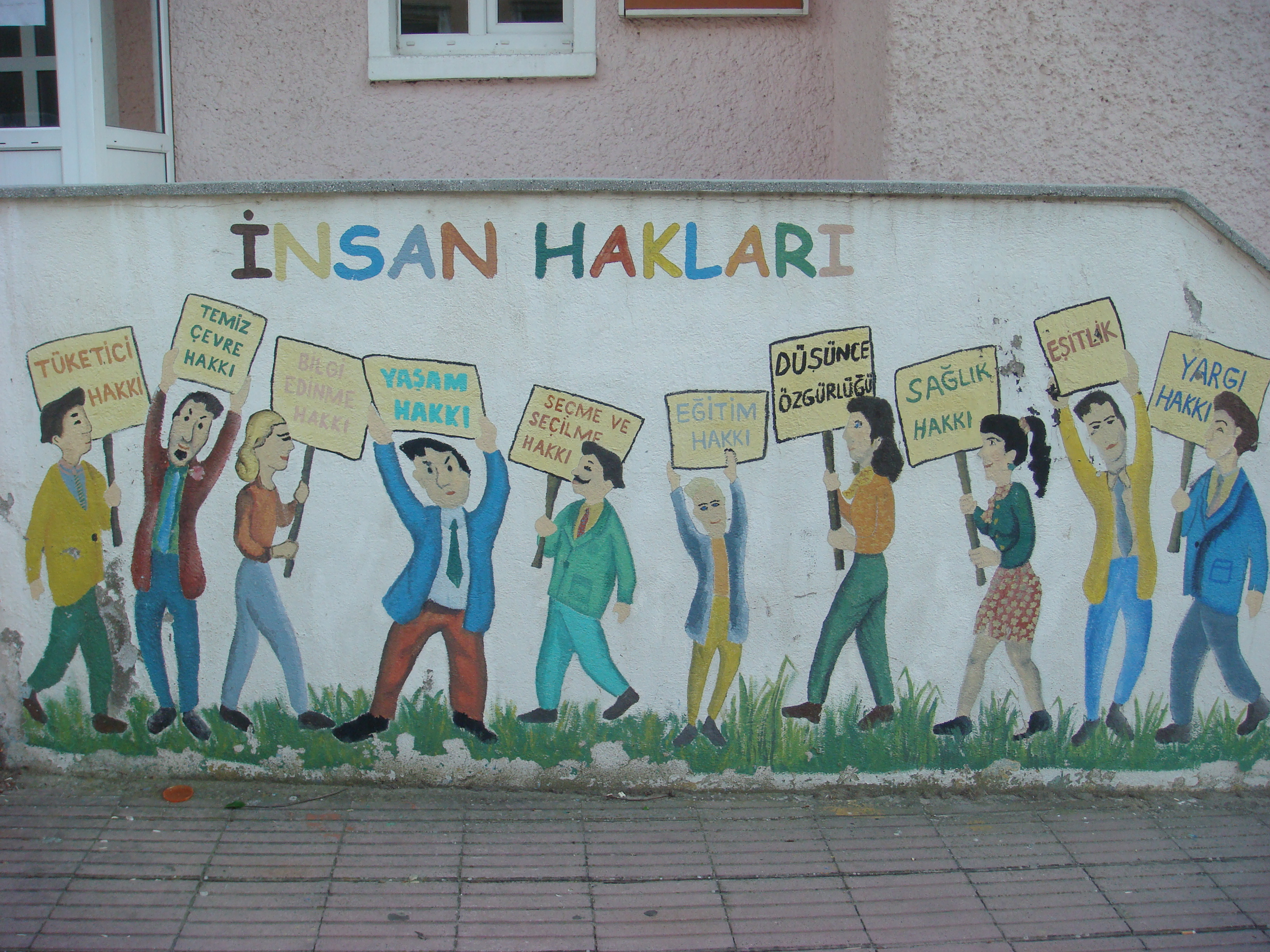
Wandgemälde in Bayramiç mit Hinweis zu Rechten und Freiheiten (2009)

## Gesetzeslage
Die Regelung, dass formell alle Bürger ungeachtet der Sprache, Rasse, Hautfarbe, Geschlecht, Religion oder Weltanschauung vor dem Gesetz gleich sind, besteht seit dem 19. Jahrhundert. Die gegenwärtige Türkische Verfassung (TV) garantiert den Staatsbürgern in ihren Artikeln 12 bis 74 eine Reihe von Grund- und Freiheitsrechten sowie sozialen, wirtschaftlichen und politischen Rechten. Art. 10 TV bezieht sich auf die Gleichheit aller Bürger, wobei bestimmte Grundrechte und -freiheiten nach den Artikeln 13 bis 16 TV unter bestimmten Bedingungen durch Gesetz beschränkt werden können. Weitere Artikel beziehen sich auf:
- Folterverbot (Art. 17 TV)
- Religions- und Gewissensfreiheit (Art. 24 TV)
- Meinungsfreiheit (Art. 25 und 26 TV)
- Pressefreiheit (Art. 28 TV)
- Versammlungsfreiheit (Art. 33 TV)[3]

Trotz der Garantien in der Verfassung wurde von nationalen und internationalen Menschenrechtsorganisationen oft kritisiert, dass die nationalen Gesetze Bestimmungen enthalten, die zu Verletzungen der Menschenrechte (allem voran der Meinungsfreiheit) führen. Neben einer Kritik am Türkischen Strafgesetzbuch wurde immer wieder das seit 1991 gültige und mehrfach abgeänderte Gesetz zur Bekämpfung des Terrorismus (Anti-Terror-Gesetz, ATG mit der Nummer 3713) kritisiert.
Nach Art. 90 TV haben die von der Türkei ratifizierten internationalen Konventionen Vorrang vor nationaler Gesetzgebung. Die Türkei hat sehr viele internationale Vereinbarungen mit Bezug zu Menschenrechten ratifiziert. Im Jahre 1954 wurde die Allgemeine Erklärung der Menschenrechte ratifiziert. Weitere weltweite Abkommen wurden von der Türkei ebenfalls ratifiziert, teilweise allerdings mit Vorbehalten (en: reservations). Auf der Ebene der UN ist die Türkei folgenden internationalen Verträgen mit Bezug zu Menschenrechten beigetreten (hat sie ratifiziert):
| UN-Konventionen | Datum der Ratifizierung |
| --- | ----------------------- |
| Internationales Übereinkommen zur Beseitigung jeder Form von Rassendiskriminierung                                        | 13. Oktober 1972        |
| Optionales Protokoll zum Übereinkommen gegen die Diskriminierung der Frau                                                 | 8. September 1986       |
| UN-Antifolterkonvention                                                                                                   | 25. Januar 1988         |
| Konvention zu den Rechten des Kindes                                                                                      | 14. September 1990      |
| Internationaler Pakt über bürgerliche und politische Rechte                                                               | 15. August 2000         |
| Internationaler Pakt über wirtschaftliche, soziale und kulturelle Rechte                                                  | 15. August 2000         |
| Optionales Protokoll zur Konvention der Rechte der Kinder bezüglich der Beteiligung von Kindern an bewaffneten Konflikten | 8. September 2000       |
| Optionales Protokoll zur Konvention der Rechte des Kindes bezüglich Kinderhandel, Prostitution und Pornographie           | 8. September 2000       |
| Optionales Protokoll zum Internationalen Pakt zu bürgerlichen und politischen Rechten                                     | 3. Februar 2004         |
| 2. Optionales Protokoll zum Internationalen Pakt zu bürgerlichen und politischen Rechten                                  | 6. April 2004           |
| Optionales Protokoll zur Anti-Folter Konvention                                                                           | 14. September 2005      |

Siehe auch eine Liste der Universität Minnesota, in der Konventionen aufgelistet sind, die von der Türkei ratifiziert wurden.
Von den europäischen Konventionen hat die Türkei folgende Abkommen mit Bezug zu Menschenrechten ratifiziert:
| EU Konventionen | Datum der Ratifizierung |
| --- | ----------------------- |
| Die Satzung des Europarates | 13. April 1950          |
| Konvention zum Schutze der Menschenrechte und Grundfreiheiten                                                                                      | 18. Mai 1954            |
| Zusatzprotokoll zur Konvention zum Schutze der Menschenrechte und Grundfreiheiten                                                                  | 18. Mai 1954            |
| Allgemeines Abkommen über die Vorrechte und Befreiungen des Europarats                                                                             | 7. Januar 1960          |
| Europäisches Übereinkommen zur Bekämpfung des Terrorismus                                                                                          | 19. Mai 1981            |
| Europäisches Übereinkommen zur Verhütung von Folter und unmenschlicher oder erniedrigender Behandlung oder Strafe                                  | 26. Februar 1988        |
| Europäische Sozialcharta | 24. Januar 1989         |
| Protokoll Nr. 8 zur Konvention zum Schutze der Menschenrechte und Grundfreiheiten                                                                  | 19. September 1989      |
| Protokoll Nr. 1 zu dem Europäischen Übereinkommen zur Verhütung von Folter und unmenschlicher oder erniedrigender Behandlung oder Strafe           | 17. September 1997      |
| Protokoll Nr. 2 zu dem Europäischen Übereinkommen zur Verhütung von Folter und unmenschlicher oder erniedrigender Behandlung oder Strafe           | 17. September 1997      |
| Protokoll Nr. 6 zur Konvention zum Schutze der Menschenrechte und Grundfreiheiten über die Abschaffung der Todesstrafe                             | 12. Januar 2003         |
| Protokoll Nr. 13 zur Konvention zum Schutze der Menschenrechte und Grundfreiheiten bezüglich der Abschaffung der Todesstrafe unter allen Umständen | 20. Februar 2006        |

1987 erkannte die Türkei das Recht zur Individualbeschwerde beim Europäischen Gerichtshof für Menschenrechte (EGMR) an (Art. 25 EMRK) und 1990 wurde auch die Rechtsprechung des EGMR als bindend anerkannt (Art. 46 EMRK).

## Das Recht auf Leben
In manchen Situationen können Staaten Einzelpersonen das Recht auf Leben absprechen, ohne dass dies eine Verletzung von Menschenrechten bedeutet. In den Fällen jedoch, wo vor allem Zivilisten extra-legalen Hinrichtungen, Tod durch Folter oder „Verschwindenlassen“ zum Opfer fallen, liegt eine Verletzung des Rechts auf Leben vor. Diese Fälle waren in der Türkei in den 1990er Jahren besonders häufig, wobei oft von (politischen) Morden durch unerkannte Täter (tr: faili meçhul cinayetler) gesprochen wurde.

### Todesstrafe
Im Zuge der Beitrittsverhandlungen zur Europäischen Union wurde die Todesstrafe in der Türkei für Friedenszeiten 2002 und für alle Zeiten im Jahre 2004 abgeschafft. Zwischen 1984 und 2002 wurden die bis dahin verhängten Todesstrafen nicht vollstreckt. An die Stelle der Todesstrafe ist die erschwerte lebenslange Haft (ağırlaştırılmış müebbet hapis cezası) getreten. Nach Artikel 25 des türkischen Strafvollzugsgesetzes (tStVollzG) werden die zu einer solchen Strafe verurteilten Personen in einer Einzelzelle untergebracht und haben das Recht auf täglich eine Stunde Hofgang und sportliche Betätigung. Nach Art. 107 Abs. 2 tStVollzG können bei guter Führung Personen, die zu einer erschwerten (mit verschärftem Vollzug) lebenslangen Freiheitsstrafe verurteilten Personen nach 24 bis 40 Jahren Haft bedingt entlassen werden. Bei Personen, die zu lebenslanger Freiheitsstrafe mit verschärftem Vollzug wegen Straftaten verurteilt wurden, die sie innerhalb einer Organisation gegen die Staatssicherheit, gegen die verfassungsmäßige Ordnung und ihr Funktionieren oder gegen die nationale Verteidigung begangen haben, ist die bedingte Entlassung nicht möglich. Sie verbleiben bis zum physischen Tod in Haft.
Hinrichtungen gab es vor allem in den Zeiten nach Aufständen wie dem Dersim-Aufstand oder Militärputschen. So wurde nach dem Militärputsch von 1960 der ehemalige Ministerpräsident Adnan Menderes und seine Minister Fatin Rüştü Zorlu und Hasan Polatkan im September 1961 hingerichtet. Nach dem Putsch von 1971 wurden die Studentenführer Deniz Gezmiş, Yusuf Aslan und Hüseyin İnan am 6. Mai 1972 in Ankara hingerichtet. Nach dem Putsch vom 12. September 1980 wurden 50 Menschen hingerichtet. Von den Hinrichtungen waren 17 Angehörige linker Organisationen, 9 Angehörige rechter Organisationen, 23 unpolitische Straftäter und ein Angehöriger der armenischen Organisation Asala betroffen.

### Extra-legale Hinrichtungen
Die Zahlen zum Ausmaß dieser Art von politischen Morden schwanken, da besonders für die ersten Jahre nach dem Militärputsch von 1980 kaum verlässliche Zahlen vorliegen. In einer Studie von Helmut Oberdiek, werden für die Zeit von 1980 bis 1990 folgende Zahlen zu extralegalen Hinrichtungen genannt:
- Sicherheitskräfte waren für 50 dieser Morde verantwortlich
- Dorfschützer waren für 11 dieser Morde verantwortlich
- bewaffnete linke Organisationen begingen 395 dieser Morde an Zivilisten (davon gingen 361 zu Lasten der PKK)
- in 78 Fällen konnten die Täter nicht ermittelt werden

1990 veröffentlichte Amnesty International seinen ersten Bericht über extralegale Hinrichtungen in der Türkei. In den folgenden Jahren wurde das Problem größer. Die Stiftung für Menschenrechte in der Türkei veröffentlichte folgende Zahlen für die Jahre 1991 bis 2001:
| 1991 | 1992 | 1993 | 1994 | 1995 | 1996 | 1997 | 1998 | 1999 | 2000 | 2001 |
| 98   | 283  | 189  | 129  | 96   | 129  | 98   | 80   | 63   | 56   | 37   |

2001 veröffentlichte die damalige Sonderberichterstatterin der UN zu extralegalen, summarischen oder willkürlichen Hinrichtungen (en: Special Rapporteur on Extrajudicial, summary or arbitrary executions), Frau Asma Jahangir, einen Bericht zu ihrem Besuch in der Türkei. Der Bericht enthielt in erster Linie Angaben zu Überfällen auf Gefangene mit Todesfolge (26. September 1999, 10 Gefangene wurden in Ankara getötet; 19. Dezember 2000, bei einem Einsatz gegen politische Gefangene in 20 Gefängnissen der Türkei wurden 30 Gefangene und zwei Soldaten getötet).
Für die Jahre 1999 bis 2010 veröffentlichte der Menschenrechtsverein (IHD) Zahlen zu zweifelhaften Todesfällen in Haft, extralegale Hinrichtungen/Tod als Folge von Folter oder durch Dorfschützer
| 1999 | 2000 | 2001 | 2002 | 2003 | 2004 | 2005 | 2006 | 2007 | 2008 | 2009 | 2010 |
| 205  | 173  | 55   | 40   | 44   | 47   | 89   | 130  | 66   | 65   | 108  | 100  |

Zwischen dem 26. und 30. November 2012 besuchte Christof Heyns, der Berichterstatter der UN zu extralegalen, summarischen und willkürlichen Hinrichtungen (en: United Nations Special Rapporteur on extrajudicial, summary or arbitrary executions) die Türkei. Ein vorläufiger Bericht wurde am 30. November 2012 in Ankara veröffentlicht. In dem Bericht wurden der Türkei im Bereich des Schutzes des Rechts auf Leben Fortschritte bescheinigt, aber angemahnt, dass die Täter von einer Vielzahl von ungesetzlichen (politischen) Morden in den 1990er Jahren aber auch aus jüngerer Zeit straffrei ausgehen.

### Morde unerkannter Täter
Der in der Türkei verwendete Begriff faili meçhul („Täter unbekannt“) soll andeuten, dass die Täter unerkannt bleiben konnten, weil sie von staatlicher Seite geschützt wurden. Es liegt die Vermutung nahe, dass die Täter einen Teil des Tiefen Staates bildeten, Todesschwadronen von Einheiten der JITEM mit Überläufern der PKK bildeten oder der radikal-islamischen Hizbullah angehörten. In jedem Fall machte der Staat keine Anstalten, diese Verbrechen aufzuklären. 2009 gab der IHD an, dass bis zum Ende 2008 2949 Personen von unerkannten Tätern ermordet worden waren.
Zur Untersuchung der Morde durch unerkannte Täter wurde 1993 eine parlamentarische Kommission ins Leben gerufen (tr: faili meçhul cinayetleri araştırma komisyonu). Die Kommission war zwei Jahre lang aktiv. Es kamen Beschwerden, dass die Kommission in ihrer Arbeit behindert wurde. Ein Mitglied der Kommission, Eyüp Aşık sagte, dass Hizbullah hinter vielen dieser Morde stehe. Er glaubte, dass Hizbullah vom Staat unterstützt werde. Die unter dem Vorsitz des DYP-Abgeordneten Sadık Avundukluoğlu arbeitende Kommission legte 1995 einen 200 Seiten umfassenden Bericht vor. Demnach wurden zwischen 1975 und 1994 insgesamt 908 Morde durch unerkannte Täter verübt, wobei die meisten davon 1992 (316) und 1993 (314) verübt wurden. Ende 2012 stand die Einrichtung eines weiteren Ausschusses zur gleichen Thematik auf der Tagesordnung.
Human Rights Watch (HRW) rief 1992 zum ersten Mal zu einer Untersuchung der Verbindung zwischen dem Staat und Hizbullah auf. In einem anderen Bericht schrieb HRW: „1992 gab es eine beunruhigende Zunahme zweifelhafter Morde im Südosten der Türkei. Hunderte von Menschen wurden durch unerkannte Täter ermordet, viele von ihnen hatte einer verantwortliche Position in der kurdischen Gemeinschaft inne: Ärzte, Anwälte, Lehrer, Politiker, Journalisten, Menschenrechtler, Unternehmer… Unter den Personen, die seit Januar 1992 ermordet wurden, waren 13 Journalisten.“
Unter Berufung auf das Innenministerium veröffentlichte die Tageszeitung „Zaman“, dass zwischen 1987 und 2001 insgesamt 2914 politische Morde verübt wurden, von denen 457 im Bereich der Zuständigkeit der Polizei (die Städte) und 1291 im Bereich der Zuständigkeit der Gendarmerie (auf dem Lande) nicht aufgeklärt wurden.
Die folgenden Zahlen ermittelte die TIHV für die Zeit zwischen 1990 und 2001
| Jahr  | 1990 | 1991 | 1992 | 1993 | 1994 | 1995 | 1996 | 1997 | 1998 | 1999 | 2000 | 2001 |
| Opfer | 11   | 31   | 362  | 467  | 423  | 166  | 113  | 65   | 45   | 52   | 13   | 24   |

Der Menschenrechtsverein (IHD) präsentierte folgende Zahlen für die Jahre 1999 bis 2010:
| Jahr  | 1999 | 2000 | 2001 | 2002 | 2003 | 2004 | 2005 | 2006 | 2007 | 2008 | 2009 | 2010 |
| Opfer | 212  | 145  | 160  | 75   | 50   | 47   | 1    | 20   | 42   | 29   | 18   | 22   |

### „Verschwindenlassen“
Gab es in den 1980er Jahren eine Handvoll von Personen, die nach ihrer Festnahme verschwanden (und deshalb in den Listen zu Personen standen, von denen vermutet wurde, dass sie in Polizeihaft – unter Folter – starben), so erhöhte sich im Zuge der bewaffneten Auseinandersetzungen zwischen den Türkischen Streitkräften und den Militanten der Kurdischen Arbeiterpartei PKK die Zahl der Fälle von erzwungenem „Verschwindenlassen“ in den 1990er Jahren dramatisch. Mit einigen der Fälle beschäftigte sich auch der Europäische Gerichtshof für Menschenrechte.
Im Jahre 1998 gab die UN-Arbeitsgruppe zu erzwungenem und unfreiwilligem Verschwindenlassen einen Bericht zu einem Besuch in der Türkei vom 20. bis zum 26. September 1998 heraus. Darin stand u. a.: „Die meisten Fälle von Verschwindenlassen betrafen Personen kurdischer Herkunft und fanden in den Provinzen Diyarbakir und Siirt in Südost-Anatolien statt, wo der Ausnahmezustand galt. Es gab auch einige Fälle in den Provinzen Antalya, Izmir und Istanbul. Viele Fälle fanden nach dem gleichen Muster statt: die verschwundenen Personen wurden zu Hause als Mitglieder der PKK festgenommen, aber ihre Festnahme wurde von den offiziellen Stellen später geleugnet.“ In ihrem Bericht vom 18. Dezember 2001 schrieb die UN-Sonderberichterstatterin zu extralegalen, summarischen oder willkürlichen Hinrichtungen, Frau Asma Jahangir: „Während die Zahl der Entführungen oder Fälle von Verschwindenlassen in den letzten Jahren abgenommen hat, so gab es zu Zeiten des Besuches der Sonderberichterstatterin immer noch solche Fälle… und das Verschwinden von zwei Personen gibt Anlass zu tiefer Besorgnis.“

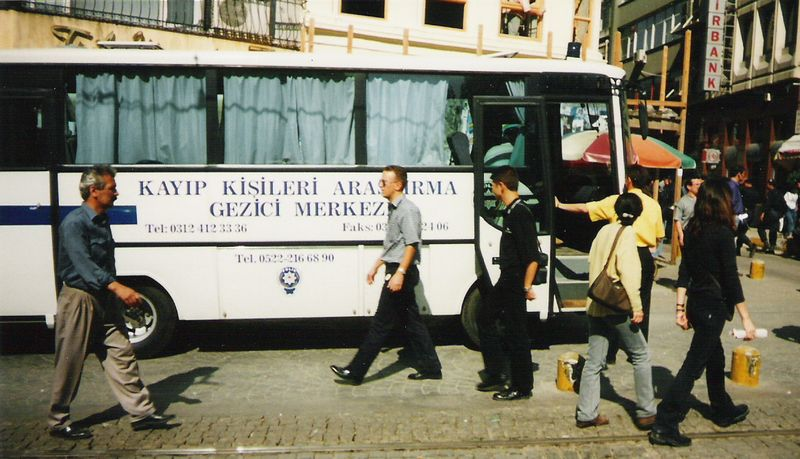
Sonderbus, der am Ort der Aktion der Samstagmütter aufgestellt wurde

Im Internet gab es zeitweilig Listen mit Namen von Verschwundenen, die von dem Menschenrechtsverein IHD zusammengestellt worden sein sollen. Öfter wurde die Zahl von 839 Namen genannt mit dem Zusatz, dass es eigentlich 1251 Fälle von Verschwundenen gebe. In einer überarbeiteten Liste, die sich auf die Zeit von 1980 bis 1999 bezieht, kam Helmut Oberdiek auf eine Zahl von 818 Verschwundenen in der Türkei.
Dem Beispiel der Madres de la Plaza de Mayo in Argentinien folgend, hielten die so genannten Samstagsmütter zwischen Mai 1995 und 1999 wöchentliche Protestveranstaltungen vor dem Galatasaray-Gymnasium in Istanbul ab. Sie mussten ihre Aktion am 13. März 1999 unterbrechen. Bis dahin hatten sie 200 Mal einen Protest abgehalten, waren aber immer wieder von Festnahmen und Misshandlungen betroffen. Im März 2009 nahmen die Samstagsmütter ihre Aktion wieder auf. Bis Dezember 2010 hatten sie 300 Protestveranstaltungen abgehalten. Im Jahr 2012 wurde die Anzahl auf 402 Aktionen korrigiert. Im August 2018 wurde die Kundgebung der Samstagsmütter zum 700. Mal abgehalten.
Siehe auch Artikel des Demokratischen Türkeiforums zu:
- Massengräber werden zu einem aktuellen Thema, August 2011
- In Diyarbakir verschwundene Personen, Februar 2012

## Folter
Folter hat in der Türkei eine lange Tradition. Berichte über Folter existieren schon aus der Zeit des Osmanischen Reiches. Besonders nach dem Putsch von 1971 und dem Militärputsch von 1980 wurde sie als Teil der Strafverfolgung Oppositioneller eingesetzt. 2008 sprach die Stiftung für Menschenrechte in der Türkei (TIHV) in ihrem Folteratlas von einer Million Folteropfer seit dem Putsch von 1980. Wie Human Rights Watch berichtet, nimmt die Folter gegen Oppositionelle seit dem Putschversuch 2016 zu.
Am 1. Juli 1982 reichten fünf Staaten (Dänemark, Norwegen, Schweden, Frankreich und die Niederlande) eine Staatenklage bei der Europäischen Kommission für Menschenrechte ein. Es wurde in erster Linie ein Verstoß gegen das Folterverbot, das Recht auf faire Gerichtsverfahren und Meinungsfreiheit moniert. Im Dezember 1985 wurde eine gütliche Einigung erzielt, in der die Türkei aufgefordert wurde, die Dauer der Polizeihaft zu verkürzen, das Kriegsrecht aufzuheben und Berichte über den erzielten Fortschritt vorzulegen. Die Türkei verkürzte die Dauer der Polizeihaft im Mai und Juni 1985 in Gebieten unter Kriegsrecht oder Ausnahmezustand von 45 auf 30 Tage und auf 15 Tage in Gebieten, in denen kein Ausnahmezustand galt. Später wurde das Europäische Komitee für die Verhinderung von Folter (en: European Committee for the Prevention of Torture CPT) das wesentliche Gremium, um die Situation zu überwachen, aber auch andere Einrichtungen wie der UN-Sonderberichterstatter zur Folter (en: UN Special Rapporteur on Torture) besuchten die Türkei, um eine Einschätzung zur Gefahr der Folter vorzunehmen.

### Methoden
Ein Hauptgrund für die Folter im Polizeigewahrsam oder bei der Gendarmerie (in der Türkei hat sie Polizeigewalt auf dem Lande) war das Erpressen von Geständnissen. Dazu wurden den Verdächtigen schon zu Beginn der Verhöre Augenbinden angelegt (damit sie die sie folternden Beamten nicht erkennen). Auch nicht politische Gefangene wurden bei den Verhören splitternackt ausgezogen und in dieser Lage mit eiskaltem Wasser unter Hochdruck abgespritzt sowie der Kälte ausgesetzt. Ihnen wurde der Schlaf entzogen und sie erhielten lange Zeit nichts zu essen oder zu trinken.
Die bekannteste Foltermethode war die Bastonade (tr: falaka), das sind Schläge auf die Fußsohlen. Daneben wurden Generatoren (z. B. ein Feldtelefon) eingesetzt, um an empfindlichen Teilen des Körpers Stromstöße zu verabreichen. Dies war oft verbunden mit verschiedenen Formen des Aufhängens. Das Aufhängen an den Armen, die auf dem Rücken verbunden sind, wird in der Türkei der Palästinenser-Haken (tr. Filistin askısı, en: strappado oder Palestine suspension) genannt.

### Tod in Polizeihaft
Zwischen September 1981 und Oktober 1984 legte Amnesty International (AI) der türkischen Regierung 110 Fälle vor, in denen es Vorwürfe gab, dass die Gefangenen bei Verhören (vermutlich unter Folter) zu Tode gekommen waren. Am 10. Juni 1988 schickte AI eine Liste mit 229 Namen an die Regierung und erhielt Antwort auf 55 Fälle im September 1988. Erst als eine Liste mit 144 Namen von Gefangenen, die eventuell zu Tode gefoltert wurden, in der türkischen Presse erschienen war, schickte die Regierung mehr Informationen. Es wurde indirekt zugegeben, dass der Tod von 40 Gefangenen durch Folter verursacht worden waren. In weiteren sieben Fällen gab es gesicherte Informationen, dass die Betroffenen zu Tode gefoltert worden waren.
Im September 1994 und September 1995 veröffentlichte die Stiftung für Menschenrechte in der Türkei (TIHV) zwei Berichte zu Todesfällen in Polizeihaft (14 und 15 Jahre nach dem Putsch). Hier wurden für die Zeit von 15 Jahren 419 Todesfälle in Polizeihaft mit dem Verdacht auf Folter aufgelistet. Weitere 15 Todesfälle waren auf Hungerstreiks und 26 Tode auf mangelnde medizinische Versorgung zurückzuführen. Helmut Oberdiek nahm diese Listen als Ausgangspunkt und stellte eine überarbeitete Fassung für 20 Jahre (12. September 1980 bis 12. September 2000) zusammen. Er kam zu dem Schluss, dass in 428 Fällen der Tod in Haft durch Folter verursacht worden sein könnte. Es hat auch nach 2000 weitere Todesfälle in Haft gegeben, von denen einige vermutlich durch Folter verursacht wurden. Einer von ihnen ist der Journalist Metin Göktepe.

### Rechtlicher Hintergrund
Die Verfassung von 1982 enthält im dritten Absatz des Artikels 17 das Folterverbot: „Niemand darf gefoltert und misshandelt werden; niemand darf einer mit der Menschenwürde unvereinbaren Bestrafung oder Behandlung ausgesetzt werden.“ Vorhergehende Verfassungen hatten ähnliche Vorschriften. Das Folterverbot galt nicht nur in der Verfassung (schon vor der Gründung der Türkischen Republik, siehe Art. 26 der Osmanischen Verfassung), sondern war auch als Straftat definiert. Im Strafgesetzbuch von 1858 war es der Artikel 103. Zwischen 1926 und 2005 galt das Strafgesetzbuch mit der Nummer 765. Im Gesetz Nr. 765 wurde Folter nach Artikel 243 und Misshandlung wurde nach Artikel 245 bestraft.
Das neue türkische Strafgesetzbuch (tStGB) wurde als Gesetz Nr. 5237 am 26. September 2004 verabschiedet und trat am 1. Juni 2005 in Kraft. Es enthält die Straftat von Folter im Artikel 94 und erschwerte Formen von Folter im Artikel 95. Artikel 96 fügte eine weitere Kategorie „Qual“ (eziyet) hinzu. Folter wird nun mit drei bis zwölf Jahren Gefängnis bestraft.
Fünf Tage nach dem Putsch vom 12. September 1980 wurde die maximale Dauer, die die Polizei oder Gendarmerie einen Gefangenen verhören durfte (und zwar incommunicado, d. h. ohne Kontakt zur Außenwelt) von 15 auf 30 Tage verlängert. Am 7. November 1980 wurde sie auf 90 Tage ausgedehnt. Danach kam es in längeren Abständen zu Verkürzungen der maximalen Dauer der Polizeihaft auf 45, dann 30 dann auf 15 Tage und später auf 4 Tage. Bis zum 6. Februar 2002 galt für Delikte, mit denen sich Staatssicherheitsgerichte befassten (politische Täter) eine Höchstdauer von sieben Tagen (zehn Tage in Gebieten unter Ausnahmezustand).
Seit 2002 gilt nach der Verfassung eine Höchstdauer von 48 Stunden Polizeihaft. Die türkische Strafprozessordnung (tStPO, bis 2005 das Gesetz Nr. 1412, danach das Gesetz Nr. 5271) begrenzt sie auf 24 Stunden. Bei gemeinsam begangenen Straftaten kann ein Staatsanwalt diese Dauer bis zu drei Mal jeweils um einen Tag verlängern. Bei politischen Vergehen beträgt die maximale Dauer 48 Stunden, wobei die Verdächtigen in den ersten 24 Stunden kein Recht auf anwaltlichen Beistand haben.

### Berichte zu Folter in der Türkei
Während in den 1980er und 1990er Jahren vor allem Menschenrechtsorganisationen wie amnesty international oder Human Rights Watch auf das Problem der Folter in der Türkei aufmerksam machten und sich ab 1990 auch nationale Organisationen der zivilen Gesellschaft intensiv mit dem Problem auseinandersetzten, traten später internationale Gremien mit ihren Berichten in den Vordergrund.
Mit dem Europäischen Übereinkommen zur Verhütung von Folter und unmenschlicher oder erniedrigender Behandlung oder Strafe (kurz: Europäische Antifolterkonvention) wurde ein Europäisches Komitee zur Verhütung von Folter und unmenschlicher oder erniedrigender Behandlung oder Strafe (kurz CPT = Committee for the Prevention of Torture) geschaffen. Seitdem die Türkei das Übereinkommen im Jahre 1988 ratifiziert hat, hat das CPT das Land wiederholt besucht und Berichte über die ad hoc Besuche in Gefängnissen und Polizeistationen erstellt. Die Ergebnisse der ersten Besuche veranlassten das CPT zu einer öffentlichen Erklärung (en: public statement) am 15. Dezember 1992, in der von „weit verbreiteter Folter und Misshandlung an gewöhnlichen und politischen Gefangenen in der Türkei“ gesprochen wurde. Vier Jahre darauf, am 6. Dezember 1996 gab es eine weitere öffentliche Erklärung, in der der Türkei nur wenig Fortschritt bei der Bekämpfung von Folter bescheinigt wurde.
Nach dem Besuch vom 16. bis zum 24. Juli 2000 wurden die Berichte des CPT zur Türkei positiver. So wurde in einem Bericht vom 6. September 2006, der sich auf einen Besuch zwischen dem 7. und 14. Dezember 2005 bezog, festgestellt, dass die Beobachtungen in Adana, Istanbul und Van bezüglich des Fortschritts im Kampf gegen Folter ermutigend sind. Es gab mehrere Stellungnahmen und Besuche zu den im Jahre 2000 eingeführten Hochsicherheitstrakten (genannt: Gefängnisse vom Typ F), die von den Gefangenen und Menschenrechtsorganisationen als Form der Isolationshaft kritisiert werden. Nachdem das CPT am Anfang keine Einwände gegen diese Haftanstalten hatte, gab es später auch Kritik zu den F-Typ Gefängnissen und speziell zu den Haftbedingungen des PKK-Führers Abdullah Öcalan. So wurde am 6. September 2006 der Bericht zu einem Besuch zwischen dem 7. und 14. Dezember 2005 vorgelegt.
Im Rahmen der Beitrittsverhandlungen der Türkei mit der Europäischen Union veröffentlicht die Europäische Union jedes Jahr Berichte zum Fortschritt in verschiedenen Bereichen, zu denen auch die Menschenrechte zählen. Zu Beginn wurden die Berichte noch „Reguläre Berichte“ genannt. Die Einschätzung der Kommission in ihrer „Agenda 2000“ in Bezug auf Folter lautete anfänglich:

„Die andauernden Fälle von Folter, Verschwindenlassen und extralegale Hinrichtungen stellen in Frage, ob die Offiziellen die Aktivitäten der Sicherheitskräfte überwachen und kontrollieren können.“

Die Stimmung änderte sich 2004, als es hieß: „Der Kampf gegen Folter und Misshandlung wurde gestärkt und das türkische Rechtssystem ist in dieser Hinsicht den europäischen Standards näher gekommen.“
Unterschiedliche Bewertungen sind auch in den Berichten des US State Departments (Bureau of Democracy, Human Rights, and Labor), von Amnesty International und Human Rights Watch zu verfolgen. 2012 sahen sie (immer noch) ein besonderes Problem in der Polizeigewalt gegen Demonstranten.
Seit dem Putschversuch 2016 nimmt die Folter gegen Kritiker von Erdoğan bzw. der AKP in der Türkei zu, wie Human Rights Watch in einem Oktober 2017 veröffentlichten Bericht aufzeigte. Demnach seien Menschen, die beschuldigt werden, an jenem Putschversuch teilgenommen zu haben bzw. ihn unterstützt zu haben oder allgemein von der Regierung als „Terroristen“ bezeichnet werden, stark gefährdet, gefoltert zu werden. Der Bericht des HRW zeigt elf detaillierte Fälle und spricht von sexueller Belästigung, Vergewaltigungen, Prügel und erzwungene Nacktheit der Betroffenen. Zudem sind HRW sechs Fälle von Entführungen bekannt.

## Religionsfreiheit
Nach Artikel 24 der türkischen Verfassung genießen alle Bürger die Freiheit des Gewissens, der religiösen Anschauung und Überzeugung… Gottesdienste, religiöse Zeremonien und Feiern sind frei. Nach dem Fortschrittsbericht der Europäischen Kommission vom 10. Oktober 2012 wurde die Freiheit des Anbetens (englisch worship) allgemein respektiert. Allerdings folgten der Öffnung von 2009 für die Rechte der Aleviten keine konkreten Schritte. Die Gebetshäuser für Cems (Versammlung, daher nennen sich die Häuser Cemevleri) wurden nicht offiziell anerkannt. Nichtmuslimische Gemeinden berichteten von Schwierigkeiten ihre Orte der Anbetung (Gotteshäuser) zu benutzen. Sowohl Aleviten als auch nichtmuslimische Gruppen müssen für Strom und Wasser zahlen, während der Staat die Kosten für Moscheen übernimmt. Nichtmuslimische Kreise berichteten von einigen Vorkommnissen von Hass-Verbrechen. Der Prozess wegen des Mordes an drei Protestanten in Malatya im April 2007 dauerte an. Auch der Mord am katholischen Priester Santoro in Trabzon im Jahre 2006 und der Mord an Bischof Padovese in İskenderun im Jahre 2010 sind nicht vollständig aufgeklärt.
Nach dem Jahresbericht der „Vereinigung Protestantischer Gemeinden der Türkei“ von 2011 gab es auch im Jahr 2011 in der Türkei aus Hass motivierte Verbrechen gegen Christen. Fünf Pastoren und auch Gottesdienste erhielten von der Polizei 2011 Personenschutz. Eine staatliche Registrierung neu entstehender Kirchen ist weiterhin nicht möglich. Für das Jahr 2011 zählt der Bericht insgesamt zwölf physische Attacken auf protestantische Christen und Gemeinden auf.
Im Internationalen Bericht Religionsfreiheit (englisch Religious Freedom Report) für das Jahr 2011 hat das US State Department (hier, das Büro für Demokratie, Menschenrechte und Arbeit) zur Türkei u. a. gesagt:
Dem Europäischen Gerichtshof für Menschenrechte zufolge werden Aleviten vom türkischen Staat systematisch diskriminiert.

„Einige Bestimmungen in der Verfassung schränken die Religionsfreiheit ein. Die Regierung gab einen Erlass heraus, der Rückgabe oder Entschädigung für Besitz von religiösen Gemeinschaften vorsah, das in Jahren zuvor beschlagnahmt worden war… Zur Wiedereröffnung des Halki Seminars, das seit 40 Jahren geschlossen ist, wurde keine klaren Instruktionen gegeben… Einige Moslems, Christen und Bahai beschwerten sich über Schikanen wegen Missionierung, wenn sie ihre religiösen Ansichten vertraten.“

Externer Link
- Kriterium Religionsfreiheit – zur Lage der religiösen Minderheiten in der Türkei im Kontext eines möglichen EU-Beitritts aus Ost-West Europäische Perspektiven 1/2004, von Helmut Wiesmann

## Meinungsfreiheit
Die Art. 25 bis 31 TV garantieren die Meinungsäußerungsfreiheit, Forschungsfreiheit, Kunstfreiheit, Pressefreiheit und Informationsfreiheit. Diese Rechte können beschränkt werden (z. B. zum Schutz der öffentlichen Ordnung aber auch der Privatsphäre). Das türkische Strafgesetzbuch vom 1. März 1926 (das Gesetz Nr. 765) enthielt viele Vorschriften, die Meinungsfreiheit einschränkten. Das Gesetz Nr. 5237 ersetzte am 1. Juni 2005 das alte Strafgesetzbuch, behielt aber viele Bestimmungen des alten Strafgesetzbuches, mit denen Meinungsfreiheit eingeschränkt worden war. Neben dem Anti-Terror-Gesetz, das aufgrund des dehnbaren Begriffes von Terror ebenfalls zur Bestrafung von Meinungsäußerungen eingesetzt werden kann, gibt es ein paar Sondergesetze wie das Gesetz Nr. 2911 zu Demonstrationen und Kundgebungen und das Gesetz über strafbare Handlungen gegen Atatürk, mit denen Meinungsfreiheit eingeschränkt wird.
Das erste Strafgesetzbuch der Türkischen Republik (tStGB) war das bis zum 1. Juni 2005 gültige Gesetz Nr. 765 vom 1. März 1926. In den politischen Verfahren, die sich nach jedem Putsch (1960, 1971 und 1980) häuften, wurden die meisten gewaltfreien politischen Gefangenen unter den Artikeln 140 (Verunglimpfung der Türkei im Ausland), 141 (Mitgliedschaft und Propaganda für eine kommunistische Organisation), 142 (separatistische Propaganda) und 163 (anti-laizistische Bestrebungen) verurteilt. Nach der Fusion der Kommunistischen Partei der Türkei (TKP) mit der Arbeiterpartei der Türkei (TIP) zur Vereinigten Kommunistischen Partei (TBKP) kehrten deren Präsident und Generalsekretär Nihat Sargın und Haydar Kutlu im November 1987 aus ihrem Exil in die Türkei zurück und wurden (wie erwartet) verhaftet und nach Artikel 141 tStGB a.F. angeklagt. Zu der internationalen Kampagne für ihre Freilassung kam ein Hungerstreik der beiden Politiker. Die Regierung unter Turgut Özal lenkte ein und schaffte die Artikel 141 und 142 des Türkischen Strafgesetzbuches, die die Grundlage ihrer Inhaftierung bildeten, ab.
Das Anti-Terror-Gesetz (ATG) vom April 1991 strich die Artikel 140, 141, 142 und 163 aus dem Strafgesetzbuch. Jedoch wurde der Artikel 142 praktisch identisch durch Artikel 8 ATG ersetzt. Die Artikel 1 und Artikel 7 ATG ermöglichen die Bestrafung von Mitgliedern in Organisationen, die das System friedfertig ändern wollen. Anfänglich wurde Artikel 7 selten angewandt, dafür jedoch Artikel 8 ATG, mit denen insbesondere Personen bestraft wurden, die sich für die Rechte der Kurden einsetzten, umso mehr. Als sich die Verurteilungen der Türkei am Europäischen Gerichtshof für Menschenrechte (EGMR) wegen einer Verletzung der Meinungsfreiheit aufgrund einer Verurteilung nach Artikel 8 ATG häuften, wurde mit dem Reformpaket 6 (Gesetz 4928 vom 19. Juli 2003) der Artikel abgeschafft. Somit waren Bestrafungen nach Artikel 8 ATG nicht mehr möglich.
Als sich Verfahren nach Artikel 159 tStGB a.F. (Artikel 301 tStGB n.F.) häuften, führten Kampagnen im In- und Ausland zu einer Änderung. Dies führte dann zu dem Gesetz Nr. 5759 vom 30. April 2008, mit dem der Begriff „Türkentum“ durch „türkische Nation“ ersetzt und der Strafrahmen auf höchstens zwei Jahre reduziert wurde. Außerdem können seitdem Verfahren nach Art. 301 tStGB nur mit ausdrücklicher Ermächtigung des Justizministers eingeleitet werden.
Inzwischen ist der Artikel 7(2) ATG ist nicht nur in der Anzahl von Verurteilungen praktisch an die Stelle des aufgehobenen Artikels 8 ATG gerückt. Des Weiteren sind andere Bestimmungen hinzugekommen, die zuvor selten angewandt wurden. Der Fortschrittsbericht der EU vom 9. November 2010 nennt 4091 Ermittlungen gegen Journalisten wegen Verletzung der Geheimhaltung von Ermittlungen oder dem Versuch, faire Verfahren zu beeinflussen (Artikel 285 und 288 des neuen Strafgesetzes).
Die EU-Kommission reagierte mit einer gesonderten Resolution vom 9. März 2011. In dieser Resolution steht u. a.: „Die EU ist besorgt über eine Verschlechterung im Bereich der Pressefreiheit. Die EU notiert mit Bedenken, dass Strafverfahren nach Artikel 285 des Strafgesetzbuches wegen ’Verletzung der Vertraulichkeit krimineller Ermittlungen’ oder nach Artikel 288 wegen des ’Versuches, die Justiz zu beeinflussen’ gegen Journalisten eröffnet werden, die Hinweise auf Menschenrechtsverletzungen geben oder Angelegenheiten von öffentlichem Interesse zur Sprache bringen. Die EU bedauert, dass eine Reihe von Vorschriften wie die Artikel 301, 318 und 220(6) in Verbindung mit Artikel 314(2) des Strafgesetzbuches und Artikel 7(2) des Anti-Terror-Gesetzes die Meinungsfreiheit einschränken; wiederholt den Aufruf an die Regierung, den rechtlichen Rahmen an die Europäische Menschenrechtskonvention (EMRK) und die Rechtsprechung des Europäischen Gerichtshofs für Menschenrechte anzupassen.“
Am 20. Dezember 2010 nahm die Parlamentarische Versammlung des Europarats den als Doc. 12455 deklarierten Bericht des Komitees für Rechtliche Angelegenheiten und Menschenrechte unter dem Titel „Umsetzung der Entscheidungen des EGMR“ an. Zur Türkei ist in dem Bericht u. a. zu lesen:

„Aus der Türkei sind um 1232 Fälle noch beim Ministerkomitee anhängig. Das sind 15 % der Arbeitslast des Komitees. Unter den zu lösenden strukturellen Problemen in der Türkei war auch Meinungsfreiheit.“

Hierzu sagte die Parlamentarische Versammlung des Europarates:

„Es hat generelle Maßnahmen zur Lösung des Problems gegeben. Dazu gehören eine Reihe von Änderungen an der Verfassung, ein Paket von Gesetzen, um die verletzenden Bestimmungen des Anti-Terror-Gesetzes umzukehren und zu reparieren und Training und Sensibilitätserweiterung für Richter und Staatsanwälte, um zu einer Anwendung der Standards der Konvention zu ermutigen, einschließlich Beispiele von nationalen Gerichten.

Jedoch beseitigen diese legislativen Änderungen nicht die Wurzel des Problems und sind lediglich ein anderer Ausdruck der gleichen Substanz, die die Konvention verletzt… Es ist entscheidend, dass die Konvention und die ständige Rechtsprechung des Gerichts (EGMR) sich in der nationalen Gesetzgebung und seiner Anwendung in der Türkei widerspiegeln. Zu diesem Aspekt wurde festgestellt, dass das Ministerkomitee seit September 2008 auf Informationen wartet.“

Jahresberichte unterschiedlicher Institutionen zu der Entwicklung in der Türkei im Jahre 2010 enthielten ebenfalls kritische Anmerkungen zur Meinungsfreiheit. Dazu gehörten die Berichte von Amnesty International, Human Rights Watch und das US-Außenministerium. Schon die Berichte zur Entwicklung im Jahre 2006 hatten ähnliche Kritik enthalten.
Im Fortschrittsbericht der EU zur Türkei vom 10. Oktober 2012 steht u. a.:

„Die Türkei muss das Strafgesetz und die Anti-Terror-Gesetzgebung ändern, damit ein klarer Unterschied zwischen Anstiftung zu Gewalt und der Äußerung von gewaltfreien Gedanken gemacht wird. Die Anwendung der Artikel 6 und 7 des Anti-Terror-Gesetzes in Verbindung mit den Artikeln 220 und 314 des Strafgesetzes führt zu Missbrauch; einen Artikel zu schreiben oder eine Rede zu halten, kann immer noch zu Gerichtsverfahren und langen Haftstrafen wegen einfacher oder führender Mitgliedschaft in einer terroristischen Organisation führen.“

Amnesty International kritisierte: „Im Jahr 2011 mussten vor allem kritische Journalisten und politisch aktive Kurden, die sich über die Lage der Kurden in der Türkei äußerten oder die Armee kritisierten, mit unfairer Strafverfolgung rechnen.“ Human Rights Watch betonte: „Individuen werden oft wegen gewaltfreier Reden oder Artikel angeklagt.“ Das US-Außenministerium kommentierte: „Die Verhaftungen und Anklagen von Journalisten, Schriftstellern, kurdischen Intellektuellen und politischen Aktivisten hatten zusammen mit den verurteilenden Reden politischer Führer eine abschreckende Wirkung auf die Meinungsfreiheit.“ Gegen die Unterdrückung von Meinungs- und Pressefreiheit wurde im Sommer 2013 landesweit in der Türkei protestiert.
Im Februar 2014 verabschiedete das türkische Parlament einen Gesetzesentwurf der Regierung Erdoğan, der die staatliche Internetkontrolle verschärfen soll. Unter dem neuen Gesetz kann die Regierung unerwünschte Inhalte und Internetseiten ohne Gerichtsbeschluss sperren lassen. Als Grund reichen eine vermeintliche Verletzung der Privatsphäre oder Beleidigung. Darüber hinaus erhalten die Behörden die Befugnis, das Surfverhalten von Internetnutzern aufzuzeichnen und für zwei Jahre zu speichern. Journalistenorganisationen wie Reporter ohne Grenzen sehen das neue Gesetz als eine weitere Einschränkung der Pressefreiheit in der Türkei. Kritik gab es auch von Seiten der säkularistischen Oppositionspartei CHP.
Im Dezember 2014 führte die Verhaftung von zahlreichen regierungskritischen Journalisten, unter anderem des Chefredakteurs der Tageszeitung Zaman, zu Protesten durch internationale Organisationen und Politiker anderer Länder wie den deutschen Regierungssprecher Steffen Seibert. Von Seiten der USA wurde an die Türkei appelliert die „demokratischen Fundamente des Landes nicht zu verletzen“. Die Europäische Union verurteilte die Verhaftungswelle als „unvereinbar mit der Freiheit der Medien“.
Im März 2021 wurde der HDP-Abgeordnete (des türkischen Parlaments) Ömer Faruk Gergerlioğlu zu einer zweieinhalbjährigen Haftstrafe verurteilt. Ihm wurde Terrorpropaganda zur Last gelegt. Er hatte im Jahr 2016 auf Twitter zu einer friedlichen Lösung des Kurdenkonflikts aufgerufen.

### Kriegsdienstverweigerung
Nach Artikel 72 der Verfassung von 1982 müssen alle türkischen Männer zwischen 19 und 40 Jahren einen „Vaterlandsdienst“ ableisten. Im türkischen Gesetz wird der „Vaterlandsdienst“ durch das Militärdienstgesetz (Gesetz Nr. 1111) und das Gesetz für Reserveoffiziere und Reservisten (Gesetz Nr. 1076) geregelt. Die Länge des Militärdienstes beträgt grundsätzlich 15 Monate.
Die Türkei erkennt das Recht auf Kriegsdienstverweigerung nicht an. Kriegsdienstverweigerer werden wiederholt wegen Desertion, Ungehorsam oder Gehorsamsverweigerung verurteilt. Im Gefängnis sind Kriegsdienstverweigerer oft Misshandlungen ausgesetzt. Auch nach ihrer Freilassung leben Kriegsdienstverweigerer oft in einem rechtlichen Schwebezustand. Sie können nicht heiraten, ihre Kinder nicht registrieren lassen, nicht legal arbeiten, keinen Ausweis bekommen oder sich bezüglich irgendeiner anderen Sache an die Behörden wenden. Kriegsdienstverweigerer und Pazifisten sehen sich oft mit Anklagen wegen „Distanzierung des Volkes vom Militär“ (Artikel 318 tStGB) konfrontiert, weil sie das Militär kritisiert haben oder über die Kriegsdienstverweigerung sprachen.
Die ersten bekannten türkischen Kriegsdienstverweigerer waren Tayfun Gönül und Vedat Zencir, die ihre Verweigerung 1990 erklärten. Osman Murat Ülke, ein türkischer Staatsbürger, der in Deutschland aufwuchs und in die Türkei zurückkehrte, war der erste prominente Verweigerer und der erste, der wegen seiner Kriegsdienstverweigerung ins Gefängnis ging. 1995 hatte er öffentlich erklärt, dass er Kriegsdienstverweigerer ist und die Ableistung des Militärdienstes verweigern werde. Seitdem sind ihm Dutzende gefolgt. Zwischen 1995 und 2004 erklärten etwa 40 Männer ihre Verweigerung, zumeist über eine öffentliche Erklärung oder in Interviews gegenüber Medien, in denen sie ihre Motive darlegten.
Am 24. Januar 2006 fällte der Europäische Gerichtshof für Menschenrechte eine Entscheidung zum Kriegsdienstverweigerer Osman Murat Ülke. Osman Murat Ülke war von 1996 bis 1999 acht Mal wegen seiner Kriegsdienstverweigerung verurteilt worden und insgesamt 701 Tage inhaftiert. Da Osman Murat Ülke jederzeit wieder inhaftiert werden kann, sah das Gericht hierin einen Verstoß nach Artikel 3 der Europäischen Menschenrechtskonvention: „Die zahlreichen strafrechtlichen Verfolgungen in Verbindung mit der Möglichkeit, dass er einer lebenslangen Strafverfolgung unterliegen könnte, stehen im Unverhältnis zu dem Ziel, die Ableistung des Militärdienstes sicherzustellen.“ Nach dem Urteil des EGMR zu Osman Murat Ülke erklärte die türkische Regierung gegenüber dem Europarat, dass sich ein Gesetz in Vorbereitung befinde, um das Problem zu lösen.
Im Mai 2008 gab die UN-Arbeitsgruppe zu willkürlicher Haft eine Stellungnahme zum Fall von Halil Savda ab, der wiederholt inhaftiert und verurteilt worden ist. Die Arbeitsgruppe kam zu folgender Schlussfolgerung: „Die Freiheitsentziehung von Herrn Halil Savda vom 16. bis 28. Dezember 2004, 7. Dezember 2006 bis 2. Februar 2007 und 5. Februar bis 28. Juli 2007 war willkürlich. Auch seine Freiheitsentziehung seit dem 27. März 2008 ist willkürlich und stellt eine Verletzung der Artikel 9 und 18 der Allgemeinen Erklärung der Menschenrechte und der Artikel 9 und 18 des Internationalen Paktes für bürgerliche und politische Rechte dar, die die Türkei ratifiziert hat.“ Am 22. November 2011 bestätigte eine Kammer des Europäischen Gerichtshofes für Menschenrechte in ihrem Urteil zum Fall Erçep gegen Türkei (Antrag Nr. 43965/04) das Recht auf Kriegsdienstverweigerung. Der Fall betraf einen Zeugen Jehova aus der Türkei, der wiederholt inhaftiert wurde, weil er sich weigerte, ungefähr 15 Einberufungen zur Ableistung des Militärdienstes Folge zu leisten.
Andere bekannte Fälle von Kriegsdienstverweigerern, die in der Türkei inhaftiert wurden, sind:
- Mehmet Bal: Er wurde mehrfach in den Jahren 2002, 2003 und 2008 inhaftiert[90]
- Mehmet Tarhan, er war vom 8. April 2005 bis 9. März 2006 in Haft und könnte wie Osman Murat Ülke jederzeit wieder eingezogen werden. Er lehnte es ab, sich aufgrund seiner Homosexualität untauglich schreiben zu lassen.[91]
- Enver Aydemir, er wurde am 24. Dezember 2009 festgenommen. Weil er sich aus religiöser Überzeugung weigerte, in einer säkularen Armee Dienst zu leisten, hatte er 2007 mehrere Monate in Haft verbracht und war mehrmals misshandelt worden. Seine Haft im Dezember 2009 dauerte bis Juni 2010.
- İnan Süver, verweigerte 2001 nach 13 Monaten den Militärdienst und war sieben Monate in Haft. 2011 wurde er erneut verhaftet, aber nach einem Monat entlassen, da er inzwischen als untauglich eingestuft worden war.
- Muhammed Serdar Delice, er wurde am 27. November 2011 inhaftiert. Am 18. Dezember 2011 begann er einen Hungerstreik aus Protest gegen Misshandlungen in der Haft. Er wurde am 24. Februar 2012 verurteilt, aber aus der Haft entlassen.
- Weniger bekannt ist das Schicksal Barış Görmez, der als Angehöriger der Zeugen Jehovas aus religiösen Gründen den Kriegsdienst verweigert hatte. Bis zu seinem Freispruch vor dem Militärgericht in Isparta am 16. Februar 2012 hatte er 12 Mal vor Gericht gestanden und befand sich seit Oktober 2007 in Haft. Das Gericht folgte der Entscheidung des EGMR im Fall von Yunus Erçep, das in der wiederkehrenden Inhaftierung eines Kriegsdienstverweigerers in einem Land, in dem es keine zivile Alternative gibt, eine Verletzung von Artikel 9 der Europäischen Konvention für Menschenrechte gesehen hatte.[92]

## Versammlungsfreiheit
Nach Artikel 34 der Verfassung von 1982 (in der am 17. Oktober 2001 geänderten Form) hat „Jedermann das Recht, ohne vorherige Erlaubnis unbewaffnete und friedliche Versammlungen und Demonstrationen durchzuführen.“ Einschränkungen können zum Schutz der nationalen Sicherheit, öffentlichen Ordnung, zur Vorbeugung gegen Straftaten, zum Schutze der allgemeinen Moral und allgemeinen Gesundheit sowie zum Schutze der Rechte und Freiheiten anderer vorgenommen werden. Der Artikel 3 des Gesetzes 2911 zu Demonstrationen und Kundgebungen, der Einzelheiten regelt, sieht ebenfalls das Recht auf friedliche Demonstrationen vor, ohne vorher angemeldet zu werden.
Aufgrund der oft gewaltsam durch die Polizei aufgelösten Demonstrationen wurden solche Versammlungen oft als Pressekonferenz deklariert, da diese an jedem Ort stattfinden können, aber selbst dann kam es zu Übergriffen der Polizei und Anklagen u. a. wegen eines Verstoßes gegen das Gesetz 2911. In einem Bericht von amnesty international vom Februar 2004 mit dem Titel „Einschränkende Gesetze, Druck auf Menschenrechtler“ heißt es u. a.: „Der Vorsitzende der İHD-Zweigstelle von Hatay und drei Mitglieder wurden auf Grundlage von Gesetz Nr. 2911 über Versammlungen und Demonstrationen angeklagt, nachdem sie vor ihrem Bürogebäude eine Presseerklärung gegen die Vorbereitungen der USA für einen Angriff auf den Irak verlesen hatten.“ Im Jahresbericht 2009 sagte der Menschenrechtsverein IHD: „Im Jahre 2009 wurde das Gesetz Nr. 2911 nicht verändert und Verfahren wegen Wahrnehmung des Versammlungs- und Demonstrationsrechts haben zugenommen… Insgesamt starben bei 10 Versammlungen und Demonstrationen 6 Menschen, 356 wurden verletzt, 12.976 wurden festgenommen und 732 Personen wurden verhaftet.“
Im Halbjahresbericht 2010 der Stiftung für Menschenrechte (TIHV) wurden folgende Angaben gemacht: „Nach dem Bericht der obersten Polizeidirektion für 2009 wurden in dem Jahre 570 nicht genehmigte Demonstrationen abgehalten, bei denen 2.250 Personen festgenommen und 413 Polizeibeamte, sowie 110 Bürger verletzt wurden. Das Dokumentationszentrum der TIHV fand für das Jahre 2009 heraus, dass neben 301 Personen, die bei Demonstrationen verletzt wurden, sechs ums Leben kamen. In den ersten sechs Monaten des Jahres 2010 wurden 68 Personen verletzt. Es wurden 146 Personen wegen eines Verstoßes gegen das Gesetz 2911 zu Demonstrationen und Kundgebungen zu Strafen von insgesamt mehr als 900 Jahren Haft verurteilt.“ Der Jahresbericht 2011 der TIHV führt eine Gesamtstrafe von 148 Jahren, 6 Monaten Haft für 27 Personen auf, die u. a. wegen eines Verstoßes gegen das Gesetz 2911 angeklagt waren. Sieben Personen wurden freigesprochen, während die Verfahren gegen 116 Personen andauerten.
Todesfälle bei Demonstrationen aufgrund von gezielten Angriffen oder aber ausufernder Gewalt der Polizei haben in der Türkei eine lange Tradition. Dazu gehören:
- 1. Mai 1997, Demonstration auf dem Taksim-Platz (Istanbul), bei dem mindestens 34 Menschen starben; bei gleichem Anlass starb 1989 ein Mensch und 1996 drei Demonstranten
 Tote an Newroz, dem kurdischen Frühjahrsfest, jeweils um den 21. März jeden Jahres
- 1991 ein Todesopfer in Nusaybin[97]
- 1992 starben 94 Personen (darunter 3 Sicherheitsbeamte).[98]
- 1993, drei Todesopfer in Adana und Batman.[99]

Demonstrationen aus anderen Anlässen
- Beerdigung von Vedat Aydın in Diyarbakır im Juni 1991, 15 Personen wurden erschossen.[100] Der Jahresbericht der TIHV berichtete von sieben getöteten Demonstranten.
- Demonstration in Digor am 15. August 1993, anlässlich des 9. Jahrestages des Beginns der bewaffneten Auseinandersetzungen. Es wurden 15 Personen getötet.[101]
- Ereignisse im Stadtteil Gazi (Istanbul) am 12. und 13. März 1995, die mit der Beschießung eines von Aleviten besuchten Cafés begannen und 20 Menschen das Leben kosteten.[102]
- Beerdigung von HPG-Militanten in Diyarbakır im März 2006. Durch Schüsse der Polizei auf Demonstranten wurden 13 Menschen in Diyarbakır und den umliegenden Provinz- und Kreisstädten getötet.[103]
- Unter der Regierung des dritten AKP-Kabinetts kam es im Mai und Juni 2013 zu Protesten, die gewaltsam niedergeschlagen wurden.

## Organisationsfreiheit
Nach Artikel 33 der Verfassung steht „Jedermann das Recht zu, ohne vorherige Erlaubnis einen Verein zu gründen, ihm beizutreten oder die Mitgliedschaft aufzugeben.“ Die Rechte der Arbeiter, Gewerkschaften zu bilden, Tarifverhandlungen zu führen und in einen Streik zu treten, sind in den Artikel 51, 53 und 54 der Verfassung garantiert.
Bis zum März 2008 waren in der Türkei 26 politische Parteien verboten worden, zwei davon, bevor das Verfassungsgericht am 25. April 1962 gegründet wurde. Hierbei sind die 18 politischen Parteien, die mit dem Putsch vom 12. September 1980 verboten und am 16. Oktober 1981 aufgelöst wurden, nicht enthalten. Die Große Nationalversammlung der Türkei hat mit dem Gesetz 2533 vom 19. Juni 1992 erlaubt, dass diese Parteien wieder aktiv sein dürfen.
Die Stiftung für soziale, wirtschaftliche und politische Recherche (TESAV) hat detaillierte Informationen zu Parteiverboten aufbereitet. Dort sind 10 vor der Gründung des Verfassungsgerichts verbotene Parteien (nicht zwei) aufgeführt. Die Einzelheiten in auf- und zuklappbaren Tabellen sind:
1. Verbot von politischen Parteien vor der Gründung des Verfassungsgerichts:
| Nr. | Name (de)                          | Name (tr)                 | Gründung           | Schließung         | Zentrale |
| --- | ---------------------------------- | ------------------------- | ------------------ | ------------------ | -------- |
| 1   | Demokratische Partei               | Demokrat Parti            | 7. Januar 1946     | 29. September 1960 | Ankara   |
| 2   | Partei der Bauern und Dorfbewohner | Çiftçi ve Köylü Partisi   | 24. April 1946     | 2. Juni 1946       | Bursa    |
| 3   | Sozialistische Partei der Türkei   | Türkiye Sosyalist Partisi | 14. Mai 1946       | 1952               | İstanbul |
| 4   | Partei der Nation                  | Millet Partisi            | 20. Juli 1948      | 27. Januar 1954    | Ankara   |
| 5   | Demokratische Arbeiterpartei       | Demokrat İşçi Partisi     | 26. September 1950 | 1950               | İstanbul |
| 6   | Leitende Partei                    | Güden Partisi             | 14. Juli 1951      | 1951               | İstanbul |
| 7   | Islamisch Demokratische Partei     | İslam Demokrat Partisi    | 1. August 1951     | 1952               | İstanbul |
| 8   | Vaterland Partei                   | Vatan Partisi             | 22. Oktober 1954   | 1966               | İstanbul |
| 9   | Kleine Partei                      | Ufak Parti                | 23. Mai 1957       | 1957               | Erzurum  |
| 10  | Gleichheitspartei                  | Müsavat Partisi           | 13. Februar 1961   | 1961               | İstanbul |

2. Politische Parteien, die vom Verfassungsgericht verboten wurden
| Nr. | Name (de)                                 | Name (tr)                         | Gründung          | Schließung         |
| --- | ----------------------------------------- | --------------------------------- | ----------------- | ------------------ |
| 1   | Arbeiterpartei der Türkei                 | Türkiye İşçi Partisi              | 13. Februar 1961  | 20. Juli 1971      |
| 2   | Arbeiter- und Bauernpartei                | İşçi – Çiftçi Partisi             | 30. März 1961     | 15. Oktober 1968   |
| 3   | Progressive Idealpartei der Türkei        | Türkiye İleri Ülkü Partisi        | 6. Mai 1969       | 29. Juni 1971      |
| 4   | Partei Großanatolien                      | Büyük Anadolu Partisi             | 5. November 1969  | 19. Dezember 1972  |
| 5   | Partei der Nationalen Ordnung             | Millî Nizam Partisi               | 26. Januar 1970   | 20. Mai 1971       |
| 6   | Partei der Werktätigen der Türkei         | Türkiye Emekçi Partisi            | 12. Februar 1975  | 8. Mai 1980        |
| 7   | Wohlfahrtspartei                          | Refah Partisi                     | 19. Juli 1983     | 16. Januar 1998    |
| 8   | Partei der Ruhe in der Türkei             | Türkiye Huzur Partisi             | 22. Juli 1983     | 25. Oktober 1983   |
| 9   | Sozialistische Partei                     | Sosyalist Parti                   | 1. Februar 1988   | 10. Juli 1992      |
| 10  | Grüne Partei                              | Yeşiller Partisi                  | 6. Juni 1988      | 10. Februar 1994   |
| 11  | Volkspartei                               | Halk Partisi                      | 20. Dezember 1989 | 24. September 1991 |
| 12  | Partei der Wiederbelebung                 | Diriliş Partisi                   | 26. März 1990     | 18. Februar 1997   |
| 13  | Vereinte Kommunistische Partei der Türkei | Türkiye Birleşik Komünist Partisi | 4. Juni 1990      | 16. Juli 1991      |
| 14  | Arbeitspartei des Volkes                  | Halkın Emek Partisi               | 7. Juni 1990      | 14. Juli 1993      |
| 15  | Sozialistische Union Partei               | Sosyalist Birlik Partisi          | 15. Januar 1991   | 19. Juli 1995      |
| 16  | Partei für Freiheit und Demokratie        | Özgürlük ve Demokrasi Partisi     | 19. Oktober 1992  | 23. November 1993  |
| 17  | Sozialistische Partei der Türkei          | Sosyalist Türkiye Partisi         | 6. November 1992  | 30. November 1993  |
| 18  | Demokratische Partei                      | Demokrat Parti                    | 12. Dezember 1992 | 13. September 1994 |
| 19  | Demokratie Partei                         | Demokrasi Partisi                 | 7. Mai 1993       | 16. Juni 1994      |
| 20  | Partei für Demokratie und Wandel          | Demokrasi ve Değişim Partisi      | 3. April 1995     | 19. März 1996      |
| 21  | Arbeiterpartei                            | Emek Partisi                      | 25. März 1996     | 14. Februar 1997   |
| 22  | Demokratische Massenpartei                | Demokratik Kitle Partisi          | 3. Januar 1997    | 26. Februar 1999   |
| 23  | Tugendpartei                              | Fazilet Partisi                   | 18. Dezember 1997 | 22. Juni 2001      |
| 24  | Partei der Demokratie des Volkes          | Halkın Demokrasi Partisi          | 11. Mai 1994      | 13. März 2003      |
| 27  | Partei der demokratischen Gesellschaft    | Demokratik Toplum Partisi         | 9. November 2005  | 12. Dezember 2009  |

Es hat zwei Fälle gegeben, in denen das Verfassungsgericht Anträge auf das Verbot einer politischen Partei ablehnte. Das ist zum einen der Antrag auf Verbot von Hak-Par = Hak ve Özgürlükler Partisi (Partei für Recht und Freiheiten) und zum anderen der Antrag, die Regierungspartei AKP zu verbieten.
Human Rights Watch (HRW) zufolge hat sich der EGMR bisher mit neun Fällen von Parteiverboten in der Türkei befasst. Bis auf eine Entscheidung sprach sich der EGMR stets dafür aus, dass das Verbot einen Verstoß gegen die Organisationsfreiheit (Artikel 11 EKMR) darstellt. An der Bestätigung des Verbots der Wohlfahrtspartei (tr: Refah Partisi) teilte HRW die Kritik, dass die Entscheidung nicht konsistent mit früheren Entscheidungen war und dabei nicht untersucht wurde, dass Beweise für die Behauptung fehlten, dass die Partei Demokratie beseitigen wolle.
Der Europäische Gerichtshof für Menschenrechte hat zwischen 2002 und 2010 folgende Entscheidungen zu Parteiverboten in der Türkei gefällt:
| Datum             | Name         | Beschwerde | Hintergrund, Art. 11 EMRK (verletzt – nicht verletzt) |
| ----------------- | ------------ | ---------- | --- |
| 9. April 2002     | HEP          | 22723/93   | Art. 11 verletzt, Halkın Emek Partisi (HEP, Volkspartei der Arbeit) setzte sich für Selbstbestimmungsrecht und Recht auf Muttersprache ein, das steht fundamentalen Prinzipien einer Demokratie nicht entgegen. |
| 10. Dezember 2002 | DEP          | 25141/94   | Art. 11 verletzt, die Demokrasi Partisi (DEP, Demokratiepartei) setzt sich für die Anerkennung der kurdischen Identität ein, wenn sich Einzelne für Gewalt ausgesprochen haben, kann das nicht der ganzen Partei angelastet werden.                                                                                         |
| 13. Februar 2003  | RP           | 41340/98   | Art. 11 nicht verletzt, der EGMR fand, dass Aktionen und Reden von Mitgliedern die langfristige Politik der Refah Partisi (RP, Wohlfahrtspartei) deutlich machten, dass sie ein Regime der Scharia aufbauen wollen… Ein solches Konzept sei mit einer demokratischen Gesellschaft nicht vereinbar.                          |
| 12. November 2003 | STP          | 26482/95   | Art. 11 verletzt, im Programm der Sosyalist Toplum Partisi (STP, Sozialistische Partei der Türkei) war kein Aufruf zur Gewalt oder Aufstand oder die Ablehnung von demokratischen Prinzipien enthalten. |
| 26. April 2005    | DDP          | 39210/98   | Art. 11 verletzt, das Gericht stellte fest, dass das Parteiprogramm der Demokrasi ve Değişim Partisi (DDP, Partei für Demokratie und Wandel) eine Analyse der Geschichte und politischen Aspekte der Kurdenfrage in der Türkei beinhaltete.                                                                                 |
| 31. Mai 2005      | Emek Partisi | 39434/98   | Art. 11 verletzt, das Programm der Emek Partisi (EMEP, Arbeiterpartei) analysierte die Entwicklung der Arbeiterklasse in der Türkei und der Welt und beinhaltete eine kritische Analyse des Kampfes der Regierung gegen separatistische Aktivitäten.                                                                        |
| 3. Mai 2007       | DKP          | 51290/99   | Art. 11 verletzt, die Demokratik Kitle Partisi (DKP, Demokratische Massenpartei) hatte in ihrem Programm eine Analyse der kurdischen Frage und eine Kritik des Kampfes der Regierung gegen Separatismus. Beschwerden von zwei Funktionären wegen Strafversetzung wurden nicht als Verletzung von Artikel 11 EMRK angesehen. |

Vor 2002 hat der EGMR zu zwei weiteren Verboten von politischen Parteien in der Türkei entschieden, dass sie eine Verletzung von Artikel 11 EMRK darstellen. Das waren:
- Die Vereinigte Kommunistische Partei der Türkei (TBKP) (Beschwerde 133/1996/752/951), Entscheidung vom 30. Januar 1998[111]
- Sozialistische Partei (Beschwerde 20/1997/804/1007), Entscheidung vom 25. Mai 1998[112]

Siehe auch: Zum Verbot der DTP, Sonderbericht des Demokratischen Türkeiforums vom 11. Dezember 2009 (mit der Geschichte anderer pro-kurdischer Parteien)
Der Europäische Gerichtshof für Menschenrechte hat zwischen 2002 und 2010 folgende Entscheidungen zu Verboten von Gewerkschaften und anderen Vereinigungen in der Türkei gefällt (mit aufgeführt sind Entscheidungen, wo Artikel 11 EMRK wegen einer Verletzung der Demonstrationsfreiheit verletzt wurde, sofern die Demonstrationen von Gewerkschaften oder Vereinen organisiert wurden):
| Datum              | Name          | Beschwerde | Hintergrund, Artikel 11 EMRK (verletzt – nicht verletzt) |
| ------------------ | ------------- | ---------- | --- |
| 12. Juli 2005      | Güneri        | 42853/98   | Art. 11 verletzt, Kundgebungen der Demokrasi ve Barış Partisi (DBP Demokratie und Frieden Partei) im Südosten wurden ohne Angabe von Gründen verboten. |
| 20. September 2005 | Akat          | 45050/98   | Art. 11 nicht verletzt, (15 Beschwerden wegen Strafversetzungen von Lehrern, Mitglieder bei Eğitim Sen) |
| 20. September 2005 | Aydın         | 53909/00   | gütliche Einigung, erneut wollten Funktionäre der DBP Provinzen im Südosten besuchen. |
| 25. Oktober 2005   | IPSD          | 35832/97   | Art. 11 verletzt, der Verein „Kampf gegen Arbeitslosigkeit und Teuerung“ war wegen seiner Satzung aufgelöst worden. Darin war die wirtschaftliche und soziale Situation des Landes analysiert und die entsprechende Politik der Regierung kritisiert worden. |
| 21. Februar 2006   | Tüm Haber-Sen | 28602/95   | Art. 11 verletzt, die Gewerkschaft war von Beamten gegründet worden, denen das Gesetz dieses Recht nicht gab. |
| 2. März 2006       | SKD           | 46257/99   | Art. 11 verletzt, Mitglieder des „Vereins der Kriegsgegner“ in Izmir waren ohne Erlaubnis zu Treffen im Ausland gereist und dafür zu Haftstrafen verurteilt worden.                                                                                          |
| 27. Juni 2006      | Çetinkaya     | 75569/01   | Art. 11 verletzt, der Vorsitzende des Menschenrechtsvereins IHD in Izmir hatte an einer Versammlung in Sivas teilgenommen und war deshalb (Verstoß gegen das Vereinsgesetz) verurteilt worden.                                                               |
| 10. Oktober 2006   | Tunceli       | 61353/00   | Art. 11 verletzt, Auflösung des Vereins Tunceli Kültür ve Dayanışma Derneği (Kultur- und Solidaritätsverein Tunceli) |
| 6. März 2007       | Ünlü          | 31918/02   | Art. 11 nicht verletzt (Beschwerde eines Lehrers Mitglied bei Eğitim Sen wegen Strafversetzung von Tunceli) |
| 6. März 2007       | Çiloğlu       | 73333/01   | Art. 11 nicht verletzt, die Aktion der Samstag-Mütter hatte regelmäßig den Verkehr behindert. |
| 17. Juli 2007      | Satılmış      | 74611/01   | Art. 11 verletzt; 11 Mitglieder der Gewerkschaft Yapı Yol-Sen hatten sich an einer Aktion des Bummelstreiks beteiligt, diese Aktion war angekündigt worden.                                                                                                  |
| 18. Dezember 2007  | Aldemir       | 32124/02   | Art. 11 verletzt, 8 Mitglieder von Eğitim-Sen hatten sich an einer unangemeldeten Demonstration des Gewerkschaftsdachverbandes KESK in Ankara beteiligt. |
| 15. Februar 2007   | Soysal        | 54461/00   | Art. 11 nicht verletzt (5 Beschwerden wegen Strafversetzungen von Gewerkschaftsmitgliedern) |
| 12. November 2008  | Demir         | 34503/97   | Art. 11 verletzt, die Gewerkschaft Tüm Bel-Sen war von Beamten gegründet worden. Beamten war das Recht auf Gründung einer Gewerkschaft verwehrt worden. |
| 29. Januar 2008    | Aydın         | 31695/02   | Art. 11 nicht verletzt, Strafversetzung eines Gewerkschafters. |
| 18. März 2008      | Piroğlu       | 36370/02   | Art. 11 verletzt, Vorstandsmitglieder des IHD hatten Personen mit „politischer Vergangenheit“ nicht als Mitglieder aus dem Verein ausgeschlossen. |
| 17. Juli 2008      | Urcan         | 23018/04   | Art. 11 verletzt, 12 Mitglieder von Eğitim Sen hatten sich an einem angemeldeten Streik beteiligt. |
| 27. Januar 2009    | Karabulut     | 16999/04   | Art. 11 verletzt, der IHD Istanbul hatte eine Demonstration gegen Israel veranstaltet. |
| 7. April 2009      | Karatepe      | 33112/04   | Art. 11 verletzt, Protest von Mitgliedern der Volkshäuser gegen Entsendung von Truppen in den Irak. |
| 21. April 2009     | Yapı-Yol Sen  | 68959/01   | Art. 11 verletzt, Mitglieder von Enerji Yapı-Yol Sen hatten sich an einem eintägigen Warnstreik beteiligt und waren dafür bestraft worden. |
| 15. September 2009 | Özcan         | 22943/04   | Art. 11 verletzt, 2 Mitglieder von Eğitim Sen hatten sich an einem angemeldeten Streik beteiligt und waren bestraft worden. |
| 6. Oktober 2009    | Özbek         | 35570/02   | Art. 11 verletzt, 16 Personen war die Gründung einer Stiftung einer Protestantischen Kirche verweigert worden. |
| 2. Februar 2010    | Çiftçi        | 30307/03   | Art. 11 verletzt, Gewerkschafter war nach einem Hungerstreik versetzt worden, da die Aktion angeblich eine illegale Organisation unterstützte, was im Strafverfahren nicht bestätigt wurde.                                                                  |
| 27. Mai 2010       | Biçici        | 30357/05   | Art. 11 verletzt, die Vorsitzende des IHD Istanbul wurde bei einer Demonstration verletzt. |
| 13. Juli 2010      | Çerikçi       | 33322/07   | Art. 11 verletzt, der Gewerkschafter blieb der Arbeit einen Tag fern, um an einer 1.-Mai-Demonstration teilzunehmen |

Zu den Vereinen, Gewerkschaften, politischen Parteien und Kulturzentren, die zwischen 1999 und 2010 verboten wurden, nannte der Menschenrechtsverein IHD folgende Zahlen:
| Aktion     | 1999 | 2000 | 2001 | 2002 | 2003 | 2004 | 2005 | 2006 | 2007 | 2008 | 2009 | 2010 |
| ---------- | ---- | ---- | ---- | ---- | ---- | ---- | ---- | ---- | ---- | ---- | ---- | ---- |
| Schließung | 169  | 130  | 146  | 127  | 47   | 13   | 5    | 6    | 13   | 11   | 10   | 11   |
| Razzien    | 266  | 156  | 216  | 83   | 88   | 35   | 7    | 48   | 36   | 103  | 227  | 105  |

Insbesondere seit dem Putschversuch 2016 werden vermehrt Streiks untersagt und Gewerkschafter verfolgt oder bedrängt. So entließ der Bürgermeister von Aliağa im Jahr 2019 ohne Rechtsgrundlage 187 Beschäftigte aufgrund ihrer Mitgliedschaft in der DİSK. Am 7. Oktober 2024 wurde der langjährige KESK-Funktionär Ismet Aslan ohne öffentliche Angabe von Gründen verhaftet und in Silivri inhaftiert.

## Diskriminierung
Das Gesetz in der Türkei verbietet Diskriminierung aufgrund von Rasse, Geschlecht, Behinderung, Sprache oder sozialen Status, allerdings hat die Regierung diese Verbote nicht effektiv umgesetzt. Es fehlt immer noch an einer umfassenden anti-diskriminierenden Gesetzgebung. Der parlamentarische Ausschuss entfernte aus einem Gesetzentwurf Diskriminierung aufgrund von sexueller Identität oder Orientierung. Der derzeitige rechtliche Rahmen entspricht nicht den EU acquis. Diskriminierung geschieht auf ethnischer und religiöser Ebene, der sexuellen Identität und anderen Gebieten.

### Frauenrechte
Wie in vielen Ländern der Welt werden in der Türkei jeden Tag die Menschenrechte von Frauen verletzt. Es wird geschätzt, dass ein Drittel bis die Hälfte aller Frauen in dem Land in ihren Familien körperliche Gewalt erleiden. Sie werden geschlagen, vergewaltigt, und in manchen Fällen sogar umgebracht oder zum Selbstmord gezwungen. Junge Mädchen werden zwischen Familien getauscht oder zu frühen Ehen gezwungen. Gewalt gegen Frauen wird von den gesellschaftlichen Führern und auf den höchsten Ebenen von Regierung und Justiz weithin toleriert und sogar gut geheißen. Der Staat hat die Pflicht, Frauen vor Gewalt zu schützen, auch wenn sie nicht von Staatsbediensteten, sondern von Privatpersonen und -gruppen verübt wird.
Zwischen Oktober 2011 und September 2012 gab es Schritte, um die Rechtsprechung bezüglich der Achtung von Frauenrechten und Gleichheit der Geschlechter zu verbessern. Das Gesetz für den Schutz der Familie und die Verhinderung von Gewalt gegen Frauen (tr: Ailenin Korunması ve Kadına Karşı Şiddetin Önlenmesine Dair Kanun) soll Familienmitglieder und nicht verheiratete Personen vor Gewalt schützen. Dennoch bleibt die Gleichheit der Geschlechter, Gewalt gegen Frauen (einschließlich der Ehrenmorde) und frühzeitige und erzwungene Heirat eine wesentliche Herausforderung für die Türkei. Das Justizministerium berichtete, dass im Jahr 2011 10 Verfahren zu Ehrenmorden mit 18 Opfern und 25 Verdächtigen eröffnet wurden. Acht dieser Verfahren mit 11 Opfern endeten mit der Verurteilung von 10 Personen.
Das Familienministerium initiierte einen Nationalen Aktionsplan (2012–2015) zur Bekämpfung von Gewalt gegen Frauen. Das Ministerium unterzeichnete ein Protokoll mit der Gendarmerie zum Training des Personals zur Verhinderung von Gewalt gegen Frauen. Der parlamentarische Ausschuss zur Chancengleichheit zwischen Mann und Frau hat seit seiner Gründung im März 2009 20 Gesetzesentwürfe eingebracht. Die Entscheidung des EGMR im Fall von Opuz v. Turkey, die sich auf häusliche Gewalt bezog, wurde nicht umgesetzt.

### Rechte von LGBT
Obwohl Homosexualität in der Türkei schon vor der Gründung der Republik keine Straftat darstellte, klagen Mitglieder der LGBT-Personen (aus dem Englischen stammende Abkürzung für Lesbian, Gay, Bisexual und Trans = Transgender bzw. Transsexual) über mangelnde Akzeptanz in der Gesellschaft. In der türkischen Verfassung und im nationalen Recht ist Diskriminierung auf Grund von sexueller Orientierung oder geschlechtlicher Identität nicht untersagt. Menschen werden wegen ihrer sexuellen Orientierung oder geschlechtlichen Identität diskriminiert, sowohl vom Staat wie auch von nichtstaatlichen Akteuren am Arbeitsplatz, im Gesundheits- und im Bildungswesen ebenso wie im Wohnungswesen. Auch im Jahre 2011 wurden sie diskriminiert, eingeschüchtert und Opfer von Gewaltverbrechen. Das Militär bezeichnet Homosexualität als psychosexuelle Krankheit, die als Grund der Untauglichkeit gilt. Wer sich jedoch deswegen ausmustern lassen möchte, kann klinischer Beobachtung unterstellt werden und hat im späteren Leben Nachteile zu befürchten.
Am 21. Mai 2008 publizierte die Organisation Human Rights Watch unter dem Titel „Wir brauchen ein neues Gesetz zur Befreiung“ einen Bericht. Er basiert auf 70 Interviews, die dokumentieren, wie Homosexuelle und Transgender-Individuen geschlagen, ausgeraubt, polizeilich belangt und mit Mord bedroht werden. Human Rights Watch kam zu dem Schluss, dass es keine adäquate offizielle Reaktion gibt. In Verfahren wegen Mord an Homosexuellen gehen die Gerichte von „schwerer Provokation“ aus und reduzieren die Strafen. Das Demokratische Türkeiforum hat für die Jahre 2007 bis 2009 Studien zu Hassmorden (auch an Homosexuellen) in der Türkei erstellt und dabei 13 Morde für das Jahr 2007, 5 im Jahre 2008 und mindestens 4 Morde im Jahr 2009 aufgelistet.
Einige Gesetze werden von der Justiz in einer für LGBT-Personen diskriminierenden Weise angewandt. So enthält der Artikel 125 E/9 des Beamtengesetzes (Gesetz Nr. 657) die Bestimmung Personen, die „in unmoralischer und unehrenhafter Weise handeln“ zu entlassen. Davon waren u. a. ein Polizeibeamter in Istanbul und ein Lehrer in Çorum betroffen. Wenn es Gerichtsverfahren wegen Entlassungen auf Grund sexueller Orientierung gab, wurden diese von den Gerichten als rechtmäßig eingestuft.

### Behinderte Personen
Die Türkei unterzeichnete die UN-Konvention der Rechte von Personen mit Behinderungen am 30. März 2007. Nach einer Diskussion im Parlament wurde sie am 28. September 2008 ratifiziert. Im Juli 2005 wurde das Gesetz 5378 verabschiedet, mit dem bestehende Verordnungen geändert und der Begriff „behindert“ definiert wurde.
Selbst wenn die Organisation Mental Disability Rights International, die sich mittlerweile in Disability Rights International (DRI = Rechte der Behinderten International) umbenannt hat, behauptet, mit einem Bericht aus dem Jahre 2005 für die Abschaffung der Elektrokrampftherapie in der Nervenheilanstalt Bakırköy gesorgt zu haben so war es doch das CPT, das mehr als ein Jahrzehnt davor auf Missstände in der Anstalt aufmerksam machte. Der erste Besuch in dem als Krankenhaus für mentale und psychologische Gesundheit bezeichneten Komplex hatte 1992 stattgefunden. Dem folgte ein Besuch im Jahre 1997. In dem Bericht wurde explizit auf die Elektrokrampftherapie (EKT) eingegangen. Es hieß:

„Das CPT ist ernsthaft um die momentanen Prozeduren bei der Verabreichung der Elektrokrampftherapie besorgt, die es in den Krankenhäusern in Bakirköy und Samsun gibt. EKT ist eine Form der Behandlung, aber kann in der modernen psychiatrischen Praxis in unveränderter Form nicht mehr akzeptiert werden. Nach Gesprächen am 12. Februar 1998 wurden dem CPT versichert, dass EKT nun nur noch in getrennten Räumen durchgeführt wird."“

Bisher wurde kein nationaler Beobachtungsmechanismus im Einklang mit der UN-Konvention der Rechte von Personen mit Behinderungen eingerichtet. Das Prinzip der positiven Diskriminierung findet kein Echo in konkreten politischen Maßnahmen. Im Juni 2011 wurde im Familienministerium eine Generaldirektion für Behinderte und Senioren eingerichtet. Bis Ende des Jahres waren auf der Hotline dieser Einrichtung mehr als 11.000 Anrufe von Behinderten und über 1.400 Anrufe von Senioren eingegangen. Das Gesetz schreibt barrierefreien Zugang zu öffentlichen Gebäuden und Verkehrsmitteln vor; dieser ist in den meisten Städten aber sehr begrenzt und es gibt keine klaren Sanktionen, wenn die Vorschriften nicht eingehalten werden.

### Hassverbrechen
Die Hassverbrechen, besser bekannt unter dem Begriff hate crimes oder bias motivated crimes (da die Terminologie in den USA entwickelt wurde), werden in der Türkei erst seit einigen Jahren unter dem Begriff nefret suçları thematisiert. Der Verein Tagesordnung Menschenrechte (tr: İnsan Hakları Gündemi Derneği) brachte hierzu im Juli 2009 einen Bericht Hassverbrechen in der Türkei heraus, aus dem deutlich wurde, dass viele der interviewten Personen diesen Begriff nicht kannten. Nach dem Leitfaden der OSZE für Hassverbrechen setzen sich Hassverbrechen aus zwei Elementen zusammen:
- Verüben einer Tat, die nach gängigem Strafrecht als Delikt gilt.
- Ein Vorurteil, aus dem die Straftat begangen wird.

Ein geschütztes Merkmal ist ein Merkmal, das sich eine Gruppe teilt, wie etwa ihre „Rasse“, Sprache, Religion, Ethnizität, Nationalität oder andere ähnliche gemeinsame Faktoren.
Mittlerweile werden Hassverbrechen und das damit verbundene Phänomen von Hate speech (Hetzreden, tr: nefret söylemi) in der Türkei intensiver diskutiert. Nachdem der stellvertretende Ministerpräsident Bekir Bozdağ im Oktober 2012 angekündigt hatte, dass Änderungen am Strafgesetz in Vorbereitung seien, um Hassverbrechen unter Strafe zu stellen, kündigte eine Initiative für ein Gesetz zu Hassverbrechen (tr: Nefret Suçları Yasa Kampanyası Platformu) an, dass Anfang 2013 ein entsprechender Gesetzentwurf ins Parlament eingebracht werde. Der Initiative hatten sich 62 Organisationen angeschlossen.
Während 2011 von offizieller Seite keine Übergriffe gegen LGBT-Personen berichtet wurden, meldete der Verein KAOS GL zwei Morde an transsexuellen Personen, zwei Fälle von Vergewaltigung und elf körperliche Angriffe. KAOS GL meldete auch vier Morde an homosexuellen Männern. Der Fortschrittsbericht der EU vom Oktober 2012 bemerkte zu Diskriminierung und Hassverbrechen:

„Es wurden keine Mechanismen oder Gremien geschaffen, um Rassismus, Fremdenfeindlichkeit, Antisemitismus und Intoleranz zu bekämpfen. Es existiert kein gesetzlicher Rahmen, der sich auf Probleme der Diskriminierung bezieht. Es gibt keine wirksame Strafverfolgung bei Aufwiegeln zum Hass, auch wenn es in den Medien passiert. Die Türkei hat keinen Fortschritt bei der Einführung von Gesetzen zu Hetzreden und Hassverbrechen erzielt, so wie es vom Europarat gefordert wurde.“

Auf den englischen Seiten des Demokratischen Türkeiforums sind potentielle Hassverbrechen in der Türkei für die Jahre 2007 bis 2009 jeweils für folgende Kategorien aufgeführt: ethnische Gruppen, religiöse Gruppen, der politische „Feind“, Rassismus und Fremdenfeindlichkeit, Homophobie. Die Hrant Dink Stiftung hat wiederholt Berichte zu Hetzreden (en: hate speech, tr: nefret söylemi) herausgebracht. Für den Bericht zu den Monaten Mai bis August 2012 wurden ca. 1000 Zeitungsnachrichten und Kolumnen ausgewertet. Die meisten hasserfüllten Artikel wurden in den Zeitungen Millî Gazete, Yeni Akit, Ortadoğu und Yeniçağ gefunden. In 101 Artikeln wurde auf ethnische oder religiöse Gruppe abgezielt, in 35 Nachrichten fanden sich Vorurteile gegen Frauen und LGBT-Personen. Wie schon in den vier Monaten davor richteten sich die meisten Hetzreden gegen Armenier, Christen, Juden und Griechen. Oft wurden Armenier mit der PKK gleichgesetzt. Die Kurden selber wurden öfter als zuvor zur Zielscheibe von hasserfüllten Artikeln. Das könnte mit der Zunahme an Kampfeshandlungen in den Monaten Juli und August 2012 zusammenhängen. In den Nachrichten zu LGBT-Individuen wurden sie oft als pervers, krank, unmoralisch oder „soziale Katastrophe“ bezeichnet. Die Initiative „nefretsoylemi.org“ wird auch von der Friedrich Naumann Stiftung unterstützt.

## Menschenrechtsaktivitäten in der Türkei
Der Einsatz für Menschenrechte in der Türkei ist eng verbunden mit den Folgen des Putsches vom 12. September 1980. Es waren vor allem die Familienangehörigen von politischen Gefangenen, die 1986 den ersten Verein für Menschenrechte İnsan Hakları Derneği (IHD) gründeten. Die Stiftung für Menschenrechte in der Türkei (TIHV) wurde 1990 unter aktiver Beteiligung des IHD gegründet. Sie sollte professionelle Hilfe für Folteropfer leisten und Menschenrechtsverletzungen dokumentieren. Zu den renommierten Menschenrechtsorganisationen ist der von gläubigen Moslems gegründete Verein Mazlumder (Verein für die Unterdrückten) zu rechnen. Er wurde 1991 gegründet. Seitdem hat es eine Vielzahl weiterer Initiativen gegeben, die sich oft auf bestimmte Aspekte der Menschenrechte konzentrierten.
In den 1980er (teilweise auch den 1990er) Jahren waren staatliche Stellen in erster Linie bemüht, die massiven Vorwürfe von Menschenrechtsverletzungen zu widerlegen. Insbesondere das türkische Außenministerium und das Justizministerium waren bemüht, die Menschenrechtsprobleme in der Türkei kleinzureden. Anstatt konstruktive Maßnahmen zu entwickeln, wurde hauptsächlich versucht, von den vorhandenen Missständen abzulenken oder diese mit der Notwendigkeit der Terrorbekämpfung zu rechtfertigen. Erst später wurden staatliche Stellen mit dem Schwerpunkt Menschenrechte geschaffen und erkannt, dass diese Organe einen Beitrag zum Schutz der Menschenrechte leisten können.
Die Strafrichterin und Vorsitzende des Berufsverbandes der türkischen Richter und Staatsanwälte Emine Ülker Tarhan legte im März 2011 ihre Ämter aus Protest gegen Menschenrechtsverletzungen und den Umgang der türkischen Regierung mit Oppositionellen und Minderheiten zurück und gab dazu eine Erklärung in Deutschland ab.
Juni und Juli 2017 wurden mehrere Menschenrechtsaktivisten von Amnesty International und verschiedener türkischer Menschenrechtsorganisationen in der Türkei verhaftet, unter anderem İdil Eser, Taner Kılıç und Peter Steudtner. Ihnen wurde „Terrorunterstützung“ vorgeworfen. Steudner und Eser wurden Wochen später freigelassen, Kılıç jedoch nicht.

### Nichtstaatliche Organisationen
Als der IHD 1986 seine Arbeit aufnahm, waren Folter und die Lage der Häftlinge das vorrangigste Thema. Schon bald stand der Verein unter dem Verdacht, Propaganda für Kommunisten und Terroristen zu betreiben, da viele der politischen Gefangen wegen des Versuchs eines kommunistischen Umsturzes angeklagt waren. Nicht nur der IHD, sondern auch die aus ihm hervorgegangene Stiftung für Menschenrechte in der Türkei (TIHV) hatte Probleme, ihre Satzung anerkennen zu lassen. So hieß es u. a., dass eine Stiftung nicht die Behandlung von Folteropfern in seine Satzung aufnehmen könne, „weil es in der Türkei keine Folter gebe“. Auch der 1991 gegründete Verein für Menschenrechte und Solidarität mit den Unterdrückten „Mazlumder“ hat sich die universellen Menschenrechte auf die Fahne geschrieben. Der Verein wurde in Ergänzung zu IHD und TIHV gegründet, die zu Beginn die Probleme von gläubigen Muslimen eher ausklammerten. In der Anfangszeit wurde auch die Arbeit von Mazlumder stark behindert.
Im Vergleich mit den 1990er Jahren hat es seit dem Jahr 2000 bedeutsame Änderungen der Lage von
Menschenrechtsverteidigern in der Türkei gegeben. Es gab weniger Fälle von Schließungen von Zweigstellen der größeren Menschenrechtsorganisationen und weniger Menschenrechtsverteidiger, die willkürlich festgenommen oder ins Gefängnis gesteckt wurden, als in den vorangegangenen Jahren. Die Reformen haben der Verfolgung von Menschenrechtsverteidigern durch den Vorwurf der Unterstützung illegaler Organisationen jedoch kein Ende gesetzt. Ein neues Muster von Druck, das gleichzeitig mit dem Reformprozess auftrat, ist die immense Zahl von Verfahren und Ermittlungen, die gegen Menschenrechtsverteidiger unter Heranziehung verschiedener Gesetze und Verordnungen eröffnet werden. Nach vom İHD vorgelegten Zahlen wurden gegen ihn und seine Mitarbeiter in den ersten 14 Jahren nach der Gründung 300 Verfahren eröffnet. Allein in den letzten drei Jahren (2001–2003) waren es mehr als 450.
Im Bereich des Einsatzes für die Menschenrechte in der Türkei sind in erster Linie drei Organisationen zu nennen:
- Menschenrechtsverein IHD

Gründung am 17. Juli 1996 durch 98 Individuen: Angehörige von Gefangenen, Anwälte, Journalisten, Ärzte… In 10 Jahren hatte der Verein in 58 Provinzen Zweigstellen und 18.000 Mitglieder. Nachdem zwischenzeitlich die Zahl der Mitglieder auf 25.000 gestiegen war, verringerte sich die Zahl der Zweigstellen bis 2010 auf 28 und die Zahl der Mitglieder auf knapp 11.000. Gegen mehr als 500 Mitglieder in den Vorständen des IHD wurden Verfahren eröffnet, die teilweise noch andauern. 25 Zweigstellen wurden für kurze oder längere Zeit per Verbot geschlossen. In den kurdischen Gebieten mussten 13 Zweigstellen aufgrund von Druck und Todesdrohungen gegen den Vorstand schließen. Der erste Vorsitzende war Nevzat Helvacı. Ihm folgte Akın Birdal, der im Mai 1998 nur knapp ein bewaffnetes Attentat überlebte.
- Stiftung für Menschenrechte in der Türkei, TIHV

Die Menschenrechtsstiftung der Türkei TIHV wurde vom IHD und 32 Menschenrechtlern 1990 gegründet. Ihr Statut werde am 30. Dezember 1990 anerkannt. Die TIHV arbeitet professionell im Bereich Dokumentation und Behandlung von Folteropfern. Es gibt bislang fünf Zentren für die Behandlung von Überlebenden der Folter in Ankara, Istanbul, Izmir, Adana und Diyarbakir. Bis Ende 2010 waren dort mehr als 12.000 Personen wegen folterbedingten Erkrankungen kostenlos behandelt worden.
- Mazlumder

Der Verein für Menschenrechte und Solidarität mit den Unterdrückten (tr: İnsan Hakları ve Mazlumlar İçin Dayanışma Derneği, kurz: Mazlumder) wurde am 28. Januar 1991 von 54 Personen in Ankara gegründet. Dort ist auch die Zentrale angesiedelt (ebenso die Zentralen von IHD und TIHV). Bis zum Jahre 1997 hatte Mazlum-Der 13 Zweigstellen und 4.000 Mitglieder. Im Jahre 1998 wurden die Zweigstellen in Şanlıurfa, Istanbul und Adana zum Teil mehrfach von der Polizei durchsucht. Gegen die Vorsitzenden der Zweigstellen Şanlıurfa und Konya wurden mehrere Strafverfahren eröffnet, die fast alle mit Freispruch endeten. Der Vorsitzende der Zweigstelle Kayseri, Nihat Bengisu wurde im Oktober 1998 fünf Stunden lang von der Polizei festgehalten, beleidigt und bedroht. Am 22. Oktober 1998 wurden Razzien in der Zentrale und in den Zweigstellen Istanbul, Izmir und Adana durchgeführt. Im Dezember 1998 wurde die Zweigstelle Şanlıurfa geschlossen. Im Mai 1999 wurde die Zweigstelle Konya geschlossen. Am 19. Juni 1999 wurden landesweit die Zentrale und alle Zweigstellen durchsucht und wichtiges Material (auch in den Büros von Vorstandsmitgliedern) beschlagnahmt.
Weitere nennenswerte Organisationen sind:
| Bezeichnung (de)                       | Bezeichnung (tr)                              | Aktiv seit | Bereich                          | Webseite                        |
| -------------------------------------- | --------------------------------------------- | ---------- | -------------------------------- | ------------------------------- |
| amnesty international (Sektion Türkei) | Uluslararası Af Örgütü Türkiye Şubesi (ai-tr) | 2002       | Allgemeine MR                    | Türkisch                        |
| Verein der Helsinki Bürger             | Helsinki Yurttaşlar Derneği (hYd)             | 1993       | MR, Demokratie                   | Türkisch, Englisch              |
| Gemeinsame Plattform Menschenrechte    | İnsan Hakları Ortak Platformu                 | 2005       | Plattform von IHD, ai-tr und hYd | Türkisch                        |
| Menschenrechts-Agenda Verein           | İnsan Hakları Gündem Derneği                  | 2003       | Projekte                         | Startseite (türkisch, englisch) |
| Stiftung Frauenzentrum                 | Kadın Merkez Vakfı (KAMER)                    | 1994       | Frauen                           | Türkisch                        |
| Verein Solidarität mit Flüchtlingen    | Mültecilerle Dayanısma Derneği                | 2008       | Flüchtlinge                      | Türkisch                        |

Siehe auch:
- Suchseite der türkischen Sektion für NGOs (türkisch, englisch) mit grundsätzlichen Informationen in Englisch
- Organisationen der zivilen Gesellschaft, eine Seite des „E- (Elektronischen) Staates“ unterteilt nach Stiftungen, Vereine, Gewerkschaften und Berufsverbände
- Linksammlung (nur Namen und Urls)
- Türkiye’de Hak Temelli STK’lar: Sorunlar ve Çözüm Arayışları (PDF; 2,52 MB) Die zu Rechten arbeitenden Organisationen der zivilen Gesellschaft -OZG- in der Türkei, 2. Auflage. 2011, 384 Seiten
- Das Zentrum für die Entwicklung der zivilen Gesellschaft (Sivil Toplum Geliştirme Merkezi oder Civil Society Development Centre) hat Seiten in Türkisch und Englisch, auf denen nach OZG, unterteilt nach Gebiet, Provinz etc. gesucht werden kann.

### Staatliche Einrichtungen
In den Regierungen der Türkei gab es zwischen 1990 und 2002 jeweils einen Staatsminister, der für Menschenrechte zuständig war. Das Ministerium wurde unter der AKP-Regierung durch ein dem Ministerpräsidenten unterstelltes Präsidium für Menschenrechte ersetzt. Mit dem Gesetz 3686 am 5. Dezember 1990 wurde eine Kommission zur Untersuchung von Menschenrechten (tr: İnsan Hakları İnceleme Komisyonu, kurz Menschenrechtskommission) innerhalb der Großen Nationalversammlung der Türkei gegründet. Präsident Turgut Özal hatte die Bildung dieser Kommission bereits in seiner Antrittsrede am 9. November 1989 vorgeschlagen. Dieses Organ nahm am 1. März 1991 seine Arbeit auf.
In dem Ausschuss sind nicht nur die Regierungsparteien, sondern entsprechend ihrem Anteil an den Parlamentssitzen alle im Parlament vertretenen Parteien vertreten. Große Aufmerksamkeit erzielte die Kommission mit ihren umfassenden Untersuchungen auf Polizeiwachen und in Haftanstalten, in denen sie zahlreiche Hinweise für die systematische Anwendung von Folter fand. Diese Folterwerkzeuge wurden von der Kommissionsvorsitzenden Sema Tutar Pişkinsüt, die der linksnationalistischen DSP angehörte, anschließend im Parlament vorgeführt. Unter dem Vorsitz von Pişkinsüt wurden insgesamt zehn Berichte über Folter auf Polizeiwachen und in Gefängnissen veröffentlicht. Sie wurde 2001 entlassen, ihre parlamentarische Immunität wurde aufgehoben und sie wurde wegen der Behinderung der Strafverfolgungsbehörden angeklagt, da sie sich weigerte, gegenüber den Behörden die Namen der von der Kommission befragten Häftlinge bekannt zu geben.
Die Kommission hat sich je nach Zusammensetzung wiederholt mit heiklen Themen befasst und auch kritische Berichte veröffentlicht. Sie ist dabei mehrfach auf Widerstand gestoßen und behindert worden. Zu den heikleren Themen gehörten z. B. die Untersuchung zu Massengräbern und der Mord an Hrant Dink.
In der 24. Legislaturperiode vom 12. Juni 2011 bis zum 4. Juli 2012 hielt die Kommission 12 Sitzungen ab. In den Unterausschüssen wurden 76 Sitzungen abgehalten. Die Unterausschüsse haben in diesem Zeitraum u. a. Berichte zu folgenden Themen herausgegeben:
- Berichte zu Frauengefängnis Ankara, Militärgefängnis Gaziantep, E und H-Typ Gefängnis in Gaziantep, E-Typ Gefängnis Konya, Kindergefängnis Sincan, Militärgefängnis auf Zypern, C und T-Typ Gefängnis Osmaniye
- Bericht zur Zeltstadt von Flüchtlingen aus Syrien
- Bericht zur Neonazi-Mordserie in Deutschland zwischen 2000 und 2006[154]

In der ersten Hälfte des Jahres 2012 war die Kommission in einem Unterausschuss mit dem Thema „Untersuchung von Verletzungen des Rechts auf Leben im Zusammenhang mit Terror und Vorfällen von Gewalt“ befasst. Daneben gab es noch Unterausschüsse zu den Themen: „Gewalt gegen Frauen und Familienmitglieder“, „Haftanstalten“, „Flüchtlinge in der Türkei“ und „Todesfälle an der Grenze zum Irak (bei Uludere)“. Am 10. Oktober 2012 wurde der Bericht eines Unterausschusses zur Lage der Flüchtlinge in der Türkei angenommen. Am 13. Juni 2012 tagte ein Unterausschuss zu den Vorfällen in Uludere.
Am 9. April 1997 wurde ein Hoher Rat zur Koordination der Menschenrechte geschaffen. Den Vorsitz hatte der Staatsminister für Menschenrechte und neben dem Ministerpräsidium waren das Justiz-, das Innen- und das Außenministerium jeweils durch Staatssekretäre vertreten. Im Dezember 2000 wurden in allen 81 Provinzhauptstädten und 850 Kreisstädten Menschenrechtsräte gebildet. Das Präsidium für Menschenrechte im Ministerpräsidium ist in der Rangordnung der offiziellen Menschenrechtsorgane an oberster Stelle. Die wesentlichen Aufgaben des Präsidiums bestehen in einer Koordination der offiziellen Anstrengungen im Bereich Menschenrechte und der Supervision, dass internationale Vereinbarungen adäquat umgesetzt werden.
Die Menschenrechtsräte in den Provinzen und Kreisen haben auf lokaler Ebene die Aufgabe, ein Bewusstsein für Menschenrechte zu schaffen und Recherche zu Menschenrechtsverletzungen zu betreiben (im Falle von Beschwerden, nach Lösungen zu suchen). Diese Räte setzen sich neben Vertretern von politischen Parteien und Berufsverbänden vor allem aus Staatsbediensteten zusammen, was in der Anfangszeit zu scharfer Kritik führte. Daher wurde die entsprechende Richtlinie im November 2003 geändert. Seitdem gibt es keine Vertreter der Polizei und der Gendarmerie mehr. Neben dem Gouverneur oder Landrat (je nach Ebene) soll nur noch ein Staatsbediensteter mit Jurastudium in den Räten vertreten sein. Jedoch haben der Gouverneur oder Landrat die Möglichkeit zu entscheiden, welche Vertreter von Berufs- oder anderen Interessenverbänden in den Rat aufgenommen werden.
Am 26. Dezember 2001 traf sich der als Teil der Regierung gebildete Menschenrechtsrat zum ersten Mal. Durch die Veröffentlichung im Amtsblatt vom 15. August 2001 wurde ein Beratungsrat für Menschenrechte gegründet, in dem Vertreter des Ärztebundes, des türkischen Verbands der Ingenieur- und Architektenkammern (TMMOB), des Journalistenvereins und von Gewerkschaften beteiligt sein sollten. Er konstituierte sich im Jahr 2001 aber nicht.
Am 28. Januar 2010 wurde ein Gesetzesentwurf zur Schaffung eines Türkiye İnsan Hakları Kurumu (Türkisches Amt für Menschenrechte) im Parlament eingebracht. Es sollte den Prinzipien von Paris entsprechend autonom sein. Das Gesetz mit der Nummer 6332 trat am 30. Juni 2012 mit der Veröffentlichung im Amtsblatt in Kraft. Dem Gesetz zufolge hat dieses Institut einen 11-köpfigen Menschenrechtsrat als beschließendes Organ. Die Mitglieder werden für eine Dauer von 4 Jahren vom Staatspräsidenten (2), vom Ministerrat (7), Hochschulrat (1) und der Anwaltskammer (1) gewählt.
Noch bevor das Gesetz verabschiedet wurde, kam Kritik von Menschenrechtlern aus unterschiedlichen Verbänden. In einer gemeinsamen Presseerklärung machten sie darauf aufmerksam, dass dieser erneute Versuch, ein solches Institut ins Leben zu rufen, nicht den Prinzipien von Paris entspreche und den Empfehlungen der UN und den Grundsätzen für einen Beitritt zur EU zuwider laufe. Da es oft der Staat sei, der Menschenrechte verletze, könne er nicht die Einhaltung von Menschenrechten (eigene Verfehlungen) überwachen. Alle sozialen Kräfte der zivilen Gesellschaft müssten an dem Prozess der Schaffung einer solchen Institution beteiligt sein. Dabei seien alle Initiativen seit 2004 stets unter Ausschluss der Öffentlichkeit vorbereitet worden.